# Indusbeschaving
De Harappabeschaving, Harappacultuur of Indusbeschaving was een beschaving uit de bronstijd in het zuiden van Azië (ca. 3200-1900 v.Chr.), die zich kenmerkte door de bouw van strak geplande steden en het Harappaschrift. De belangrijkste vindplaatsen zijn Harappa en Mohenjodaro, terwijl het verspreidingsgebied vooral de vlakte van de Indus en de zijrivieren was, met uitlopers aan de kust en langs de loop van de Ghaggar-Hakra. De Harappabeschaving was samen met die van Mesopotamië en het Oude Egypte een van de eerste hoogontwikkelde beschavingen ter wereld. Mesopotamië en Egypte hadden wel iets eerder steden dan de Harappabeschaving, maar daar staat tegenover dat de Harappabeschaving het grootste verspreidingsgebied had.
Er was een uitgebreid overzees handelsnetwerk met het westen van Azië, planmatige stedenbouw met gemeenschappelijke infrastructuur als riolering en watertoevoer. De ruime bakstenen huizen met verdiepingen hadden hun eigen badkamer. Handel en nijverheid waren per bedrijfstak in wijken ingedeeld. Er zijn geen grote monumenten gevonden die op een geestelijke of wereldlijke macht wijzen. Het schrift is vooralsnog niet ontcijferd en ook de taal is nog onbekend. Al even raadselachtig is het verdwijnen van de beschaving gedurende een relatief korte periode, waarin de bewoners de steden achterlieten en veel van de culturele ontwikkeling verloren ging.
Er zijn enkele aanwijzingen dat de late Harappabeschaving overlapte met de komst van de eerste Indo-Ariërs naar het zuiden van Azië, maar mogelijk zaten er enkele eeuwen tussen het verdwijnen van de steden en het ontstaan van de Veda's, de heilige teksten van de Indo-Ariërs. De Harappabeschaving werd pas ontdekt in de jaren 1920 en is vrijwel alleen uit talloze archeologische opgravingen bekend; daarnaast zijn er slechts enkele verwijzingen in Sumerische inscripties, waarin de bewoners van de Indusvallei Meluhha worden genoemd.

## Ontdekking, opgravingen en verspreidingsgebied
Charles Masson, een deserteur uit de East India Company (EIC), vond in 1826 de heuvels van Harappa, maar was vooral op zoek naar Griekse geschiedenis. Hij was er van overtuigd dat dit Sagala was waar Alexander de Grote in 326. v.Chr. de Slag bij de Hydaspes tegen koning Poros won. In 1831 bezocht Alexander Burnes de ruïnes, maar hoewel hij de plaats van historisch belang achtte, zag hij niet het bijzondere karakter. De verslagen van Masson en Burnes zijn vooral van belang omdat ze onder ogen kwamen van Alexander Cunningham die Harappa in 1853 en 1856 bezocht in zijn zoektocht naar steden die door Xuanzang genoemd waren, maar hij was niet onder de indruk. In 1861 richtte Cunningham de Archaeological Survey of India (ASI) op nadat de Britse kroon in 1858 het gezag over India over had genomen van de EIC.

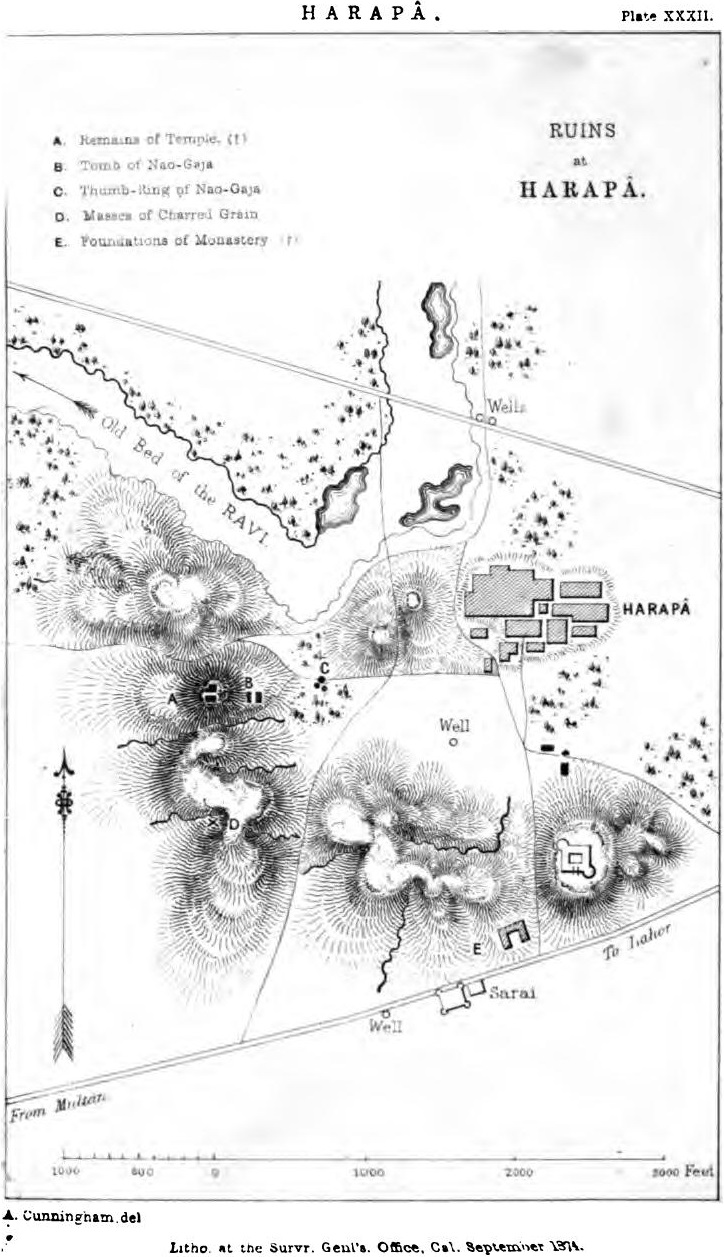
Harappa volgens Alexander Cunningham

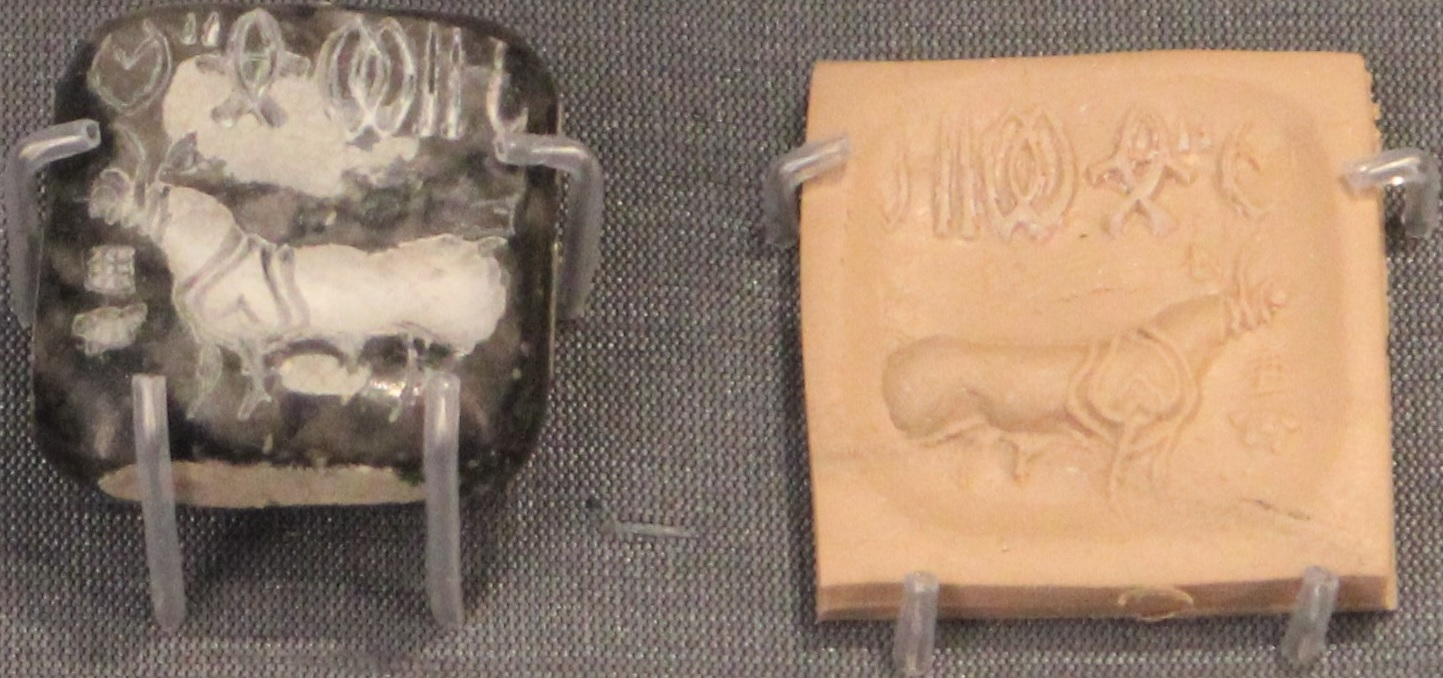
Zegel H-1048 van Clarke

In 1872 keerde Cunningham terug, maar zag dat de ruïnes gebruikt waren bij de aanleg van de Punjab Railway tussen Multan en Lahore. Hij deed er enkele opgravingen en verkreeg er van majoor-generaal Clarke, een commissioner van Oudh, een stempelzegel (H-1048) met een afbeelding van een stier en een vreemd schrift. Aangezien een bult ontbrak bij de stier, ging Cunningham ervan uit dat het zegel niet uit India afkomstig was en ontging ook hem de bijzondere betekenis van Harappa. In 1884 verkreeg J. Harvey via een lokale boer een zegel uit Harappa en in 1886 vond T.A. O'Connor een zegel van een eenhoorn. De drie zegels kwamen terecht in het British Museum waar John Marshall ze onderzocht in 1906. Marshall was in 1902 aangesteld als directeur-generaal van ASI en stuurde in 1909 Hiranand Sastri naar Harappa voor verder onderzoek. Sastri achtte het echter niet de moeite waard om verdere opgravingen te doen. D.R. Bhandarkar bezocht in 1911-12 zowel Harappa als Mohenjodaro, maar dacht dat het moderne bakstenen betrof en daarom niet ouder dan 200 jaar kon zijn. In 1912 publiceerde John Faithfull Fleet zijn onderzoek naar het zegel van Clarke en twee zegels die daarna gevonden waren. In 1914 stuurde Marshall Harold Hargreaves naar Harappa, maar ook deze was weinig enthousiast. In 1916-17 volgde Daya Ram Sahni die een plan maakte voor opgravingen die begonnen in 1920. Ondanks de vondsten was het vooralsnog niet duidelijk dat dit een oude beschaving betrof. Dit inzicht kwam vanuit Mohenjodaro waar R.D. Banerji in 1919 tot de conclusie kwam dat opgravingen de moeite waard waren. Deze begonnen in 1922 en brachten Marshall tot het inzicht dat dit een tot dan toe onbekende oude beschaving betrof. Hij publiceerde zijn bevindingen in The Illustrated London News in de hoop dat anderen de vondsten konden duiden. Dit had het gewenste resultaat, want Archibald Sayce herkende proto-Elamitische elementen zoals Jacques de Morgan die gevonden had in Susa. Hier sloten Sydney Smith en Cyril John Gadd zich bij aan aangezien zij tekens uit Mesopotamië herkenden. Ernest J.H. Mackay zag op zijn beurt overeenkomsten met Kisj. Hoewel zij niet suggereerden dat Harappa een afgeleide cultuur was van het oude Nabije Oosten, bracht de analogie met het Nabije Oosten en Egypte het begin van de Indische beschaving wel zo'n 2000-2500 jaar terug.
Tegen 1931 was er al een groot deel van Mohenjodaro blootgelegd; er volgden nog kleinere campagnes zoals die van Mortimer Wheeler in 1950. Na de opsplitsing van Brits-India in 1947 raakte het gebied van de Indusbeschaving verdeeld over Pakistan en India. De invloed van Britse archeologen duurde nog even voort onder Aurel Stein, maar werd spoedig gedeeld met de Indiase archeoloog Nani Gopal Majumdar en de Duitse archeoloog Michael Jansen.
Harappa en Mohenjodaro kregen lange tijd de meeste aandacht, maar gaandeweg bleek dat andere steden net zo groot of groter waren, zoals Lurewala, Ganweriwala, Rakhigarhi en Dholavira. Ook kleine dorpen als Allahdino en Balu worden in toenemende mate onderzocht. Ook deze vertonen de kenmerken van de Harappabeschaving, als zijn er duidelijk regionale verschillen. Zo bestaat in Allahdino maar 1% van het aardewerk uit het kenmerkende zwart-en-rood aardewerk (BRW). De platforms van leemsteen in Kalibangan die als vuuraltaar zijn geïnterpreteerd, ontbreken in de meeste andere nederzettingen. Ook verschillen de grafrituelen. Gezien de variatie heeft Possehl de beschaving onderverdeeld in domeinen. De kust in het westen is het Kullidomein, met ten oosten daarvan het Sindhi-domein aan de benedenloop van de Indus. Ten zuiden hiervan bevindt zich op een schiereiland het Sorath-domein met ten noordoosten daarvan het Anartachalcolithicum. De bovenloop van de Indus is het Harappa-domein met ten westen daarvan de noordwestelijke grenslanden, ten zuiden het Cholistandomein en ten oosten het oostelijke domein.:6-7
Vergeleken met het Egypte en Mesopotamië van die tijd besloeg de Harappabeschaving een veel groter gebied. De kern was de vallei van de rivier de Indus, maar de beschaving strekte zich uit langs de kust van de Arabische Zee van Sutkagan-dor in het westen tot Lothal en Malwan in het zuiden die zo toegang gaven tot de handel met de Perzische Golf. In het oosten bevonden zich nederzettingen aan de oevers van de Ghaggar-Hakra. Deze rivier had volgens sommige hypothesen vroeger het hele jaar door water en wordt wel gezien als mogelijke kandidaat van de Sarasvati uit de Rig Veda. De meest oostelijke nederzetting was Alamgirpur, terwijl Manda de meest noordelijke was, afgezien van de dicht bij lapis lazulimijnen gelegen handelskolonie Shortugai.
Van de 1022 archeologische vindplaatsen zijn er echter maar zo'n 100 opgegraven. Daar ook het schrift nog steeds niet is ontcijferd, is het moeilijk om aan te geven welk gebied het centrum betrof en welk gebied de periferie was. Ook is niet altijd zeker of het inderdaad Harappanederzettingen betreft. Zo worden de nederzettingen aan de Ghaggar-Hakra wel aangehaald om te spreken van de Sarasvaticultuur. Deze zouden dan vooral de periode laat-Harappa betreffen. Volgens S.R. Rao moeten nederzettingen aan enkele voorwaarden voldoen om hiertoe gerekend te kunnen worden:
To deserve the term "Late Harappan" it is essential that the inhabitants of the deurbanized phase must have retained the core of Harappan achievements such as writing, use of the Harappan standard of weights and Harappan religious beliefs including the method of the disposal of the dead.
Niet alle oostelijke nederzettingen die als Sarasvaticultuur worden aangemerkt, voldoen aan deze criteria. Mogelijk spelen nationalistische sentimenten van Indiase historici daarbij een rol, aangezien het centrum hierbij verplaatst wordt van de Indus in Pakistan naar Ghaggar-Hakra in India.
Sindhu was de antieke naam voor de Indus en daarom is ook wel voorgesteld om het de Sindhu-Sarasvati-beschaving te noemen. Gebruikelijker is het echter om een archeologische cultuur te noemen naar de typesite, in dit geval Harappa.
Ondanks de vele en opvallende vondsten blijven veel vragen onbeantwoord. Zo is het schrift nog steeds niet ontcijferd, omdat teksten – als het al teksten zijn – slechts in brokken van enkele symbolen tegelijk zijn overgeleverd en is het onbekend of er een verband is met het Brahmischrift, ook al lijkt dit tegenwoordig minder waarschijnlijk. Er zijn wel verhalen te vinden in de Sanskritische literatuur van de Veda's over de Arische invasies tussen circa 1700 en 1300 v.Chr. Hierin wordt verhaald van veldslagen met een oorspronkelijke bevolking, maar er zitten geen aanknopingspunten bij met wat nu bekend is geworden over de Indusbeschaving.:133-138

## Chronologie en periodisering
| Possehl:29                                                       | Possehl:29                                                       | Possehl:29 | Kenoyer                             | Kenoyer                             |
| Stadium 1, vroege landbouwnederzettingen en pastorale kampen     | Stadium 1, vroege landbouwnederzettingen en pastorale kampen     | Sites      | Vroege periode van voedselproductie | Vroege periode van voedselproductie |
| ---------------------------------------------------------------- | ---------------------------------------------------------------- | ---------- | ----------------------------------- | ----------------------------------- |
| Kili Ghul Mohammad                                               | 7000-5000 v.Chr.                                                 | 20         | Neolithicum/ Chalcolithicum         | 6500-5000 v.Chr.                    |
| Burj Basket-marked                                               | 5000-4300 v.Chr.                                                 | 33         | Regionaliseringsperiode             | Regionaliseringsperiode             |
| Stadium 2, ontwikkelde landbouwdorpen en pastorale samenlevingen | Stadium 2, ontwikkelde landbouwdorpen en pastorale samenlevingen |            | Vroeg-Harappa                       | 5000-2600 v.Chr.                    |
| Togau                                                            | 4300-3800 v.Chr.                                                 | 84         | Vroeg-Harappa                       | 5000-2600 v.Chr.                    |
| Kechi Beg/ Hakra                                                 | 3800-3200 v.Chr.                                                 | 153/ 126   | Vroeg-Harappa                       | 5000-2600 v.Chr.                    |
| Stadium 3, vroeg-Harappa                                         |                                                                  |            | Vroeg-Harappa                       | 5000-2600 v.Chr.                    |
| Amri-Nal                                                         | 3200-2600 v.Chr.                                                 | 164        | Vroeg-Harappa                       | 5000-2600 v.Chr.                    |
| Kot Diji                                                         | 3200-2600 v.Chr.                                                 | 111        | Vroeg-Harappa                       | 5000-2600 v.Chr.                    |
| Sothi-Siswal                                                     | 3200-2600 v.Chr.                                                 | 165        | Vroeg-Harappa                       | 5000-2600 v.Chr.                    |
| Damb Sadaat                                                      | 3200-2600 v.Chr.                                                 | 37         | Vroeg-Harappa                       | 5000-2600 v.Chr.                    |
| Stadium 4, overgang vroeg-Harappa - hoog-Harappa                 | Stadium 4, overgang vroeg-Harappa - hoog-Harappa                 |            | Integratieperiode                   | Integratieperiode                   |
| Overgang vroeg-Harappa - hoog-Harappa                            | 2600-2500 v.Chr.                                                 |            | Harappa                             | 2600-1900 v.Chr.                    |
| Stadium 5, hoog-Harappa                                          |                                                                  |            | Harappa                             | 2600-1900 v.Chr.                    |
| Sindhi-Harappa                                                   | 2500-1900 v.Chr.                                                 | 86         | Harappa                             | 2600-1900 v.Chr.                    |
| Kulli-Harappa                                                    | 2500-1900 v.Chr.                                                 |            | Harappa                             | 2600-1900 v.Chr.                    |
| Sorath-Harappa                                                   | 2500-1900 v.Chr.                                                 | 310        | Harappa                             | 2600-1900 v.Chr.                    |
| Punjabi-Harappa                                                  | 2500-1900 v.Chr.                                                 |            | Harappa                             | 2600-1900 v.Chr.                    |
| Oostelijk Harappa                                                | 2500-1900 v.Chr.                                                 |            | Harappa                             | 2600-1900 v.Chr.                    |
| Quetta                                                           | 2500-1900 v.Chr.                                                 |            | Harappa                             | 2600-1900 v.Chr.                    |
| Laat-Kot Diji                                                    | 2500-1900 v.Chr.                                                 |            | Harappa                             | 2600-1900 v.Chr.                    |
| Stadium 6, post-urbaan Harappa                                   | Stadium 6, post-urbaan Harappa                                   |            | Localiseringsperiode                | Localiseringsperiode                |
| Jhukar                                                           | 1900-1700 v.Chr.                                                 | 6          | Laat-Harappa                        | 1900-1300 v.Chr.                    |
| Vroeg-Pirak                                                      | 1800-1000 v.Chr.                                                 |            | Laat-Harappa                        | 1900-1300 v.Chr.                    |
| Laat-Sorath-Harappa                                              | 1900-1600 v.Chr.                                                 | 198        | Laat-Harappa                        | 1900-1300 v.Chr.                    |
| Lustrous Red Ware                                                | 1600-1300 v.Chr.                                                 |            | Laat-Harappa                        | 1900-1300 v.Chr.                    |
| Cemetery H                                                       | 1900-1500 v.Chr.                                                 | 41         | Laat-Harappa                        | 1900-1300 v.Chr.                    |
| Swatvallei periode IV                                            | 1650-1300 v.Chr.                                                 |            | Laat-Harappa                        | 1900-1300 v.Chr.                    |
| Laat-Harappa in Haryana en westelijk Uttar Pradesh               | 1900-1300 v.Chr.                                                 |            | Post-Indus                          | Post-Indus                          |
| Overgang laat-Harappa - Painted Grey Ware                        | 1300-1000 v.Chr.                                                 |            | Painted Grey Ware                   | 1200-800 v.Chr.                     |
| Vroeg-Gandhara                                                   | 1700-1000 v.Chr.                                                 |            | Painted Grey Ware                   | 1200-800 v.Chr.                     |
| Stadium 7, vroege ijzertijd                                      |                                                                  |            | Painted Grey Ware                   | 1200-800 v.Chr.                     |
| Laat-Pirak                                                       | 1000-700 v.Chr.                                                  |            | Painted Grey Ware                   | 1200-800 v.Chr.                     |
| Painted Grey Ware                                                | 1100-500 v.Chr.                                                  |            | Painted Grey Ware                   | 1200-800 v.Chr.                     |
| Laat-Gandhara                                                    | 1000-600 v.Chr.                                                  |            | Northern Black Polished Ware        | 700-300 v.Chr.                      |

Sinds de publicatie in The Illustrated London News werd de analogie met Mesopotamië gebruikt om tot een chronologie te komen. Zo ging Marshall nog uit van een bloeiperiode tussen ca. 3250 en 2750 v.Chr., daarbij data vergelijkend met de chronologie van het Nabije Oosten. Nadat deze laatste aan werd gepast, werd ca. 2350-2000/1950 v.Chr. gedacht als de periode van de Harappabeschaving.
Met de opkomst van radiometrische datering werd een nauwkeurigere datering mogelijk en werd ongeveer 2600-1900 v.Chr. aangenomen voor de stedelijke fase van het kerngebied. Dit komt vrij goed overeen met de data uit Mesopotamië. Daarmee werd de chronologie voor vroeg-Harappa tussen 3200 en 2600 v.Chr., de bloei tijdens hoog-Harappa tussen 2600 en 1900 v.Chr., in dezelfde tijd als het Oude Rijk in Egypte en de Vroeg-dynastieke Periode van de Sumeriërs in Mesopotamië. Laat-Harappa tussen 1900 en 1300 v.Chr. was een periode van neergang.
Van grote invloed waren Stuart Piggott met Prehistoric India uit 1950 en vooral Mortimer Wheeler. Beiden waren sterk beïnvloed door het toen geldende vooruitgangsgeloof en een cyclustheorie van opkomst, bloei en ondergang. Taalverandering en verschillen in artefacten zouden dan een nieuwe cyclus zijn die in gang werd gezet door een invasie door een cultureel of technologisch verder gevorderd volk. Marshall ging uit van een autonome culturele evolutie, maar Mackay zocht een diffusionistische verklaring en dacht dat een migratie van Sumeriërs mogelijk had bijgedragen aan het ontstaan van de Harappabeschaving. Ook Douglas Hamilton Gordon en Samuel Noah Kramer hingen deze verklaring aan. Wheeler dacht dat niet de migratie van mensen, maar van ideeën hier aan ten grondslag lag. Zo werd de meest gebruikelijke periodisering die in een vroeg-, hoog- en laat-Harappa.
Deze unilineaire evolutie was gebaseerd op Harappa en Mohenjodaro en negeerde het Neolithicum grotendeels. Gaandeweg werd echter duidelijk dat sites als Mehrgarh, Kili Gul Muhammad en Rana Ghundai wel degelijk een rol hadden gespeeld in de vorming van de Harappabeschaving. Amalananda Ghosh was op basis van gelijkenissen tussen aardewerk uit het neolithische Sothi en aardewerk uit nederzettingen van de Harappabeschaving in 1965 de eerste die een verband legde tussen pre-Harappa en Harappa. Mohammad Rafique Mughal was daarna in 1970 de eerste die de gehele materiële cultuur vergeleek, met naast aardewerk ook stenen werktuigen, metalen werktuigen en monumenten. Pre-Harappa bleek ook versterkte nederzettingen en stenen en metalen werktuigen en te omvatten en kende afgezien van jade een vergelijkbaar handelspatroon waarbij gebruik werd gemaakt van het wiel. Alleen grote steden en verregaande ambachtelijke specialisatie ontbraken. Gezien de grote gelijkenissen zou pre-Harappa volgens Mughal beter vroeg-Harappa genoemd kunnen worden.
Daarop verdeelde Jim G. Shaffer de beschaving in periodes van culturele overeenkomsten die konden verschillen per site. Shaffer zag een vroege periode van voedselproductie, een regionaliseringsperiode, een integratieperiode en een localiseringsperiode. Deze verdeelde hij in verdere fases. De vroege periode van voedselproductie vanaf 6000 v.Chr. omvatte de neolithische nederzettingen die al vroege kenmerken van de Harappabeschaving kenden. De regionaliseringsperiode van 4000 tot 2500-2300 v.Chr. verdeelde hij op basis van verschillen in vooral aardewerk in Balakot, Amri, Hakra en Kot Diji, om onderscheid te maken tussen complexer wordende groepen die wel interactie met elkaar hadden. De integratieperiode van 2500 tot 2000 v.Chr. kwam overeen met hoog-Harappa waarin de verschillende culturen samensmolten. In de localiseringsperiode van 2100 tot 1300 v.Chr. fragmenteerden de groepen weer. Dit was geen neergang, maar een verandering die tot in de ijzertijd aanhield.

## Klimaat
Het klimaat ten tijde van de Harappabeschaving is onderwerp van discussie, waarbij onder meer Wheeler en Piggott uitgingen van een natter klimaat op basis van:
- het grote aantal bakstenen moet een grote hoeveelheid brandstof hebben vereist, wat slechts mogelijk was bij dicht begroeide bossen, wat weer veel neerslag vereist
- de vele gabarbands of dammen in Beloetsjistan suggereren zware regenval
- afbeeldingen van tijgers, olifanten en neushoorns op zegels suggereren bossen en graslanden die meer regenval vereisen
- een uitgebreide waterafvoer

Deze conclusies worden echter betwist. Zo is de hoeveelheid moeilijk in te schatten en de waterafvoer was deels rioolstelsel. Singh kwam op basis van stuifmeelanalyses tot de conclusie dat er een toename was van regenval rond 3000 v.Chr. waarna deze rond 1800 v.Chr. weer afnam. Enzel et al. kwamen echter tot een bijna tegenovergestelde conclusie.:156
Volgens Giosan et al. (2012) werd het rond 3000 v.Chr. droger, waardoor de rivieren uit de Himalaya niet meer insneden in Punjab en er verder stroomafwaarts minder sterke overstromingen waren. De minder hevige overstromingen maakten inundatielandbouw mogelijk en zo kon de Harappacultuur floreren tijdens een intense droogte rond 2200 v.Chr. die in Egypte en Mesopotamië juist ontwrichtende gevolgen had. Anders dan eerder gedacht werd de vlakte tussen de Indus en de Ganges niet bewaterd door een gletsjer in de Himalaya, maar door moesson-afhankelijke rivieren. In de eeuwen daarna werd de moesson echter steeds minder sterk en de verdergaande aridificatie maakte de steden in het westen steeds minder bewoonbaar. De bevolking trok daarna oostelijker en vestigde zich in dorpen, waarmee een einde kwam aan de stedelijke samenleving. Uit onderzoek naar sedimentair DNA in de zeebodem van de monding van de Indus blijkt verder dat er tussen 2500 en 1000 v.Chr. periodes met sterke wintermoessons waren. Deze hebben mogelijk bijgedragen aan de migratie vanuit de riviervalleien waar in de zomer steeds minder overstromingen waren om landbouw te ondersteunen naar de hoogvlaktes van de Himalaya met zijn winterregens. Tussen 1300 en 1000 v.Chr. namen ook de winterregens af, wat mogelijk een rol speelde bij de migratie naar de Ghaggar-Hakra-vlakte.

## Geschiedenis

### Pre-Harappa
Domesticatie was een langdurig proces dat geen unilineaire evolutie was met een vaststaand einddoel, maar iteratief en zeker in het begin een onbedoeld gevolg van de cultivatie van planten en dieren die aangetrokken werden door de menselijke omgeving. Het oude Nabije Oosten was waarschijnlijk de eerste plek waar domesticatie van planten plaatsvond. Het lijkt waarschijnlijk dat vanuit daar gerst, tarwe en andere gewassen via verschillende routes in Beloejistan terechtkwamen. Bij de domesticatie van dieren lijken er meer lokale domesticaties te zijn geweest, zoals die van de zeboe, maar naast geiten en schapen uit het Nabije Oosten ook lokale varianten.
Opmerkelijk is dat de vroege domesticaten niet zoals in het Nabije Oosten door sedentaire groepen werden beheerd, maar door nomadische groepen. Mehrgarh in Beloetsjistan is de vroegste nederzetting die duidt op vaste vestiging en landbouw. In het Pleistoceen zou de Indus in dit gebied hebben gestroomd, een stuk westelijker dan in moderner tijden.:25 Mehrgarh I kende nog geen aardewerk en de landbouw in dit akeramisch neolithicum zal rond 7000 v.Chr. tot ontwikkeling zijn gekomen door semi-nomadisch levende mensen. De gevonden dierlijke resten waren echter vooral van wild, zodat de jacht nog zeer belangrijk moet zijn geweest.
In Mehrgarh zijn bij de overblijfselen van negen mensen van 7500–9000 jaar geleden elf kronen aangetroffen die in de gebitten waren geboord. Deze vaardigheid lijkt na 4500 v.Chr. te zijn verdwenen, hoewel de staat van de gebitten niet verbeterde.

### Vroeg-Harappa

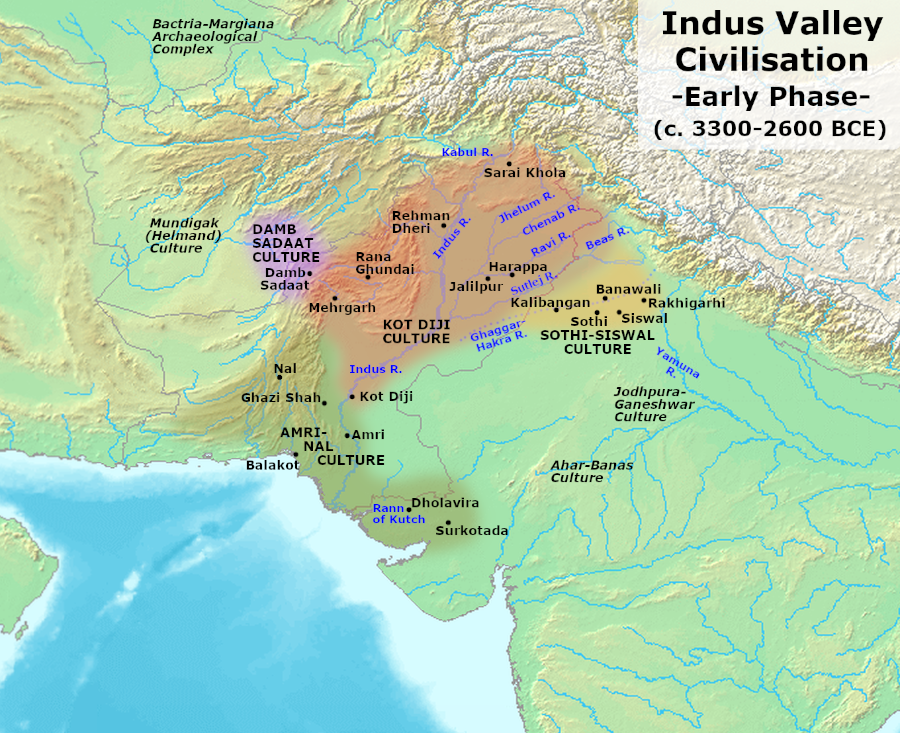
Vroeg-Harappa

De Bolanpas leidt van de Indusvallei via Mehrgarh naar de Quettavallei waar Kili Ghul Mohammad (KGM) de typesite is voor de Kili Ghul Mohammad-fase. Possehl laat deze lopen van 7000-5000 v.Chr., terwijl deze bij Coningham en Young van 4300 tot 3500 v.Chr. duurt. Het aantal nederzettingen was hier nog klein in grootte en aantal. Possehl zag daarna van 4300 tot 3800 v.Chr. nog een Togaufase die gevolgd werd door de Kechi Beg-fase van 3800 tot 3200 v.Chr., terwijl die laatste fase bij Coningham en Young van 3500 tot 3000 v.Chr. duurde en gevolgd werd door de Damb Sadaat-fase van 3000 tot 2600 v.Chr., waarbij de nederzettingen niet in grootte groeiden, maar wel in aantal. Deze periode viel samen met Mehrgarh VI waar veel ovens en potresten zijn aangetroffen die wijzen op semi-industriële productie. In Mehrgarh VII bleek langeafstandshandel door de carneool uit het westen van India en lapis lazuli uit Afghanistan.
Niet alleen in de tijd, maar ook ruimtelijk is er onderscheid te maken. Zo begon aan de kust in de lage Indusvlakte rond 4000 v.Chr. de Balakot-fase die tot circa 3500 v.chr. duurde. Het roodgebakken aardewerk vertoont kenmerken van de hoogwaardige Nal-keramiek in Beloejistan en vertoonde aan het einde van deze fase overeenkomsten met dat van de Amri-fase. Deze landinwaarts gelegen cultuur liep van 3600 tot 3000 v.Chr..
Stroomopwaarts van de Indus in Punjab bestond van ca. 3500-2700 v.Chr. langs de rivieren Hakra en de noordelijker gelegen Ravi de Hakra-aardewerkcultuur en de Ravicultuur. Gezien de interactie wordt dit wel de Hakra-Ravi-fase genoemd. Ten dele bestonden de nederzettingen uit tijdelijke kampen, maar een groot deel was permanent bewoond, zoals Harappa langs de Ravi.
Tijdens de Kot Diji-fase van 3200 tot 2600 v.Chr. werd de aanzet naar integratie duidelijk. Kot Diji-aardewerk is teruggevonden van Sindh tot Beloetsjistan, Burzahom in de Kasjmirvallei en zuidelijk Afghanistan. In deze fase is bij een aantal sites sprake van stadsplanning, naast Kot Diji onder meer bij Rehman Dheri, Kalibangan, Harappa en het oostelijker gelegen Rakhigarhi. Ook nam in deze periode het aantal tijdelijke kampen sterk af en ontstonden er enkele grotere nederzettingen, zoals Jalwali en Gamanwala.
Aan het einde van deze periode trad tussen de verschillende culturen een culturele convergentie op. Zo werd op verschillende plaatsen de afbeelding van een gehoornde god teruggevonden. Een toenemende specialisatie blijkt uit meer gespecialiseerde werktuigen en die specialisatie impliceert ook toegenomen handel. Stadsplanning impliceert ook een mate van bureaucratie, terwijl depotvondsten met juwelen in Kunal enige sociale stratificatie impliceren.

### Hoog-Harappa
|                                  | Sites in Sindh | Sites in Cholistan |
| -------------------------------- | -------------- | ------------------ |
| Vroeg-Harappa                    | 54             | 40                 |
| Vroeg-Harappa sites verlaten     | 27             | 38                 |
| Vroeg- en hoog-Harappa           | 23             | 2                  |
| Hoog-Harappa sites nieuw opgezet | 63             | 170                |
| Hoog-Harappa                     | 86             | 176                |

Wat de aanzet is geweest tot de culturele convergentie is niet duidelijk. Zo zijn er sites uit vroeg-Harappa die geen overblijfselen uit hoog-Harappa hebben en andersom. Enkele nederzettingen op het Pothohar-plateau kennen wel een vroeg-Harappa, maar geen hoog-Harappa, terwijl in Cholistan van alle nederzettingen alleen Chak 76, Gamanwali en Sandhanawala Ther bewoningscontinuïteit kenden. Bij Lothal, Desalpur, Chanhudaro, Mitathal, Alamgirpur en Ropar zijn juist geen aanwijzingen voor een vroeg-Harappa gevonden.
Bij sites die wel beide fases doormaakten, is de overgang niet altijd duidelijk. Zo lijkt Balakot een gat te hebben van enkele eeuwen. Kot Diji heeft aan het einde van de vroege periode een grote brand doorgestaan in de gehele nederzetting en is daarna herbouwd tijden hoog-Harappa. Ook Gumla heeft tussen de twee fases een brandlaag, waarna herbouw direct lijkt te zijn begonnen. Ook bij Amri en Nausharo zijn uitgebreide brandsporen gevonden. In Kalibangan zijn in een vernietigingslaag sporen gevonden die wijzen op een mogelijke aardbeving, waarna de nederzetting korte tijd onbewoond is geweest. Het is een open vraag wat de oorzaak is geweest van de duidelijke onrust in deze overgangsfase.
De overgang lijkt relatief snel te zijn gegaan, in drie tot vier generaties.

### Laat-Harappa
Hoewel het Indusgebied eeuwenlang een gedeelde cultuur en economie had, begon een neergang in te zetten die per gebied verschilde. Zo begon rond 2200 v.Chr. een geleidelijke neergang in Mohenjodaro totdat deze stad in 2000 v.Chr. verlaten was, terwijl de achteruitgang ook in Dholavira geleidelijk ging. Steden als Kalibangan en Banawali lijken echter een abrupt einde te hebben gekend. Harappa was nog wel bewoond tijdens de Cemetery H-cultuur, een van de beschavingen volgend op de Indusbeschaving, maar de afmetingen waren niet meer die van een stad. Er zijn verschillende hypotheses over de oorzaken en het verloop van deze neergang.

#### Indo-Arische invasie- en migratie-theorieën

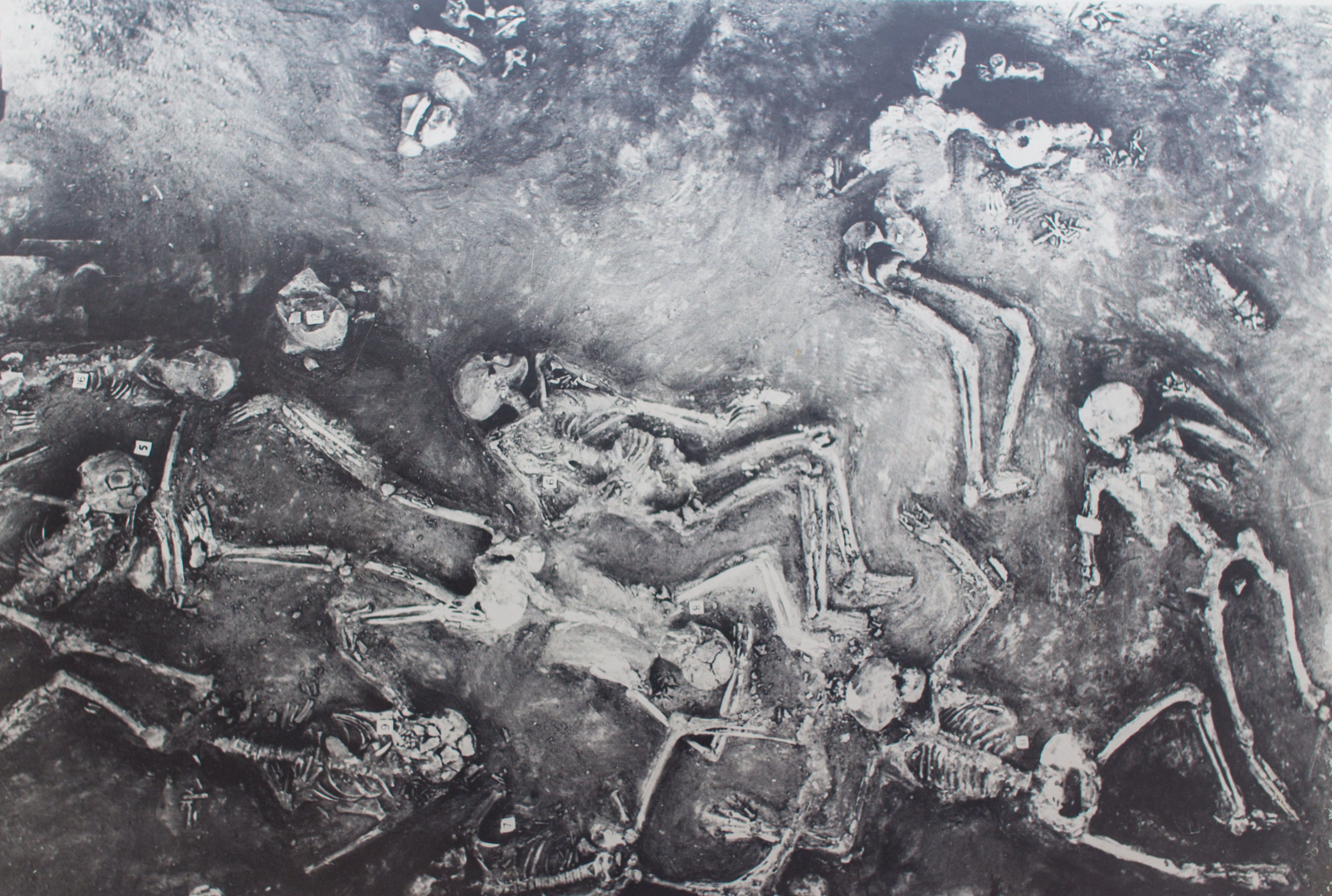
De skeletten die in kamer 74 van huis V in het HR-gebied in Mohenjodaro werden gevonden, waren volgens Wheeler slachtoffers van een grote slachting door Ariërs

Een van de eerste hypotheses over de neergang werd in 1926 uiteengezet door Ramaprasad Chanda. Chanda sloot aan bij de door Max Müller gepopulariseerde Indo-Arische invasie-theorie waarbij een deel van de ariërs richting Europa trok en een ander deel India veroverde op onbeschaafde volkeren. Teksten uit de Rigveda zouden dit ondersteunen. Tegen 1929 had Chanda echter al het idee verlaten dat de Indusbeschaving vernietigd zou zijn door de ariërs, maar zag eerder een vreedzame acculturatie. Zoals Marshall aangaf, maakte de ontdekking van de Indusbeschaving duidelijk dat de oorspronkelijke bewoners niet zoals daarvoor gedacht een onbeschaafd volk waren. Tegelijkertijd zag hij, bij het ontbreken van nauwkeurigere dateringen, een gat van meer dan een millennium tussen de twee beschavingen. Daarmee verdween de plausibiliteit voor de invasie-theorie, ook al omdat steeds meer het beeld ontstond van een vreedzame samenleving, al was deze marxistische historiografie al te rooskleurig. Wheeler, die een militaire achtergrond had, ontdekte echter op zijn eerste dag in Harappa dikke muren die hij als onderdeel van verdedigingswerken interpreteerde. In skeletten die in een onnatuurlijke positie waren gevonden, zag hij de slachtoffers van een grote slachting. Met zijn beroemde J'accuse beschuldigde hij op basis van indirect bewijs de Indo-Arische oorlogsgod Indra, de fortverwoester, en daarmee de ariërs van de ineenstorting. Wheeler dichtte het gat tussen beide beschavingen door te opperen dat de Indo-Arische invallers mogelijk op de Cemetery H-cultuur waren gestuit. In de eerste editie van The Indus Civilization uit 1953 herhaalde hij deze beschuldiging. In de derde editie uit 1968 gaf hij echter al aan dat het militaire element van de beschaving een minder grote rol speelde dan hij eerder dacht, al bleef hij de Indo-Arische invasie de meest waarschijnlijke versie vinden. Piggot herhaalde de invasietheorie in zijn werk uit 1950, net als Damodar Dharmananda Kosambi in diens The Culture and Civilisation of Ancient India in Historical Outline uit 1965.
Vooral de hindoenationalisten hadden nooit wat gezien in de invasietheorie en Pandurang Vaman Kane gaf al in 1953 aan dat de vondst van enkele skeletten in een grote stad als Mohenjodaro geen basis was om een hele invasie aan op te hangen. In het geval van een invasie zouden er ook vele malen meer slachtoffers moeten zijn gevallen. In 1964 gaf George F. Dales ook aan dat de gevonden groepen skeletten in Mohenjodaro elk tot een andere periode behoorden. Daarnaast waren er in de laatste fase van de stad geen aanwijzingen van strijd en verwoesting, waarmee Dales Indra vrijsprak. Kenneth A.R. Kennedy toonde ook aan dat bij de meeste skeletten de verwondingen aan de botten ruim voor de dood hersteld waren.
Met nauwkeuriger schattingen die het einde van hoog-Harappa rond 1900 v.Chr. leggen en het begin van de vedische periode rond 1500 v.Chr. is de invasie-theorie zeer onwaarschijnlijk geworden. Desondanks blijven er aanhangers voor in ieder geval enige invloed van invallen, zoals Romila Thapar. De aanwijzingen die Thapar echter meent te zien, zijn gedateerd van de overgang van vroeg- naar hoog-Harappa. In het licht van deze aanwijzingen is opgeworpen dat er rond 1500 v.Chr. weliswaar geen invasie, maar wel een migratie is geweest van een volk dat hun Indo-Europese taal zou hebben meegebracht. Een dergelijke migratie zou ook zijn sporen hebben moeten achterlaten. Cemetery H werd gezien als mogelijke kandidaat, maar deze begon rond 1900 v.Chr. en was daarmee te vroeg voor een Indo-Arische migratie, terwijl er ook meer culturele continuïteit is tussen hoog-Harappa en Cemetery H dan eerder wel verondersteld werd. Dat geldt ook voor de painted grey ware-cultuur, terwijl deze ook nog eens enkele eeuwen na de vermeende migratie is gedateerd.
Ook een zoektocht naar een vermeend arisch ras heeft niets opgeleverd. Franz Boas waarschuwde al dat er geen enkele grond is om de Indo-Arische taal te koppelen aan een cultuur en een biologische classificatie. Desondanks blijft het verhaal opduiken dat een lichter gekleurd volk migreerde om zich te mengen met een donkerder oorspronkelijk volk. Dit zou terug te zien zijn in het kastesysteem. Onderzoeken naar skeletten uit deze periode laten hier echter geen enkel spoor van zien.
Archeogenetica en populatiegenetica geeft wisselende uitkomsten. Een deel van de studies onderschrijft de mogelijkheid van een Indo-Arische migratie, een ander deel spreekt deze tegen. Volgens Michel Danino zijn bevestigende studies ten dele gebaseerd op een cirkelredenering omdat deze de migratie a priori aannemen, evenals de aanname dat taal en haplogroep gekoppeld zijn. Volgens Danino is de omgekeerde out-of-India-theorie waarschijnlijker. Onderzoek op basis van mitochondriaal DNA (mtDNA) heeft geen aanwijzingen gevonden voor een Indo-Arische migratie die rond 1500 v.Chr. zou hebben plaatsgevonden. Door echter de mtDNA-data uit de vrouwelijke lijn te combineren met data van het Y-chromosomaal DNA uit de mannelijke lijn, blijken er wel aanwijzingen te zijn voor migratie vanuit Centraal-Azië, waarschijnlijk in meerdere golven. Hierbij was een duidelijk geslachtsverschil, het waren vooral mannen die migreerden. Het beeld dat hieruit naar voren komt, is niet een eenvoudig model waarbij een migratie aan het begin van het neolithicum de landbouw bracht, millennia later gevolgd door Indo-Ariërs, maar complexe migraties sinds het Laatste Glaciale Maximum uit het noordwesten en recentere kleinere migraties uit het oosten.

#### Overstromingen
In 1952 en 1956 stelde M.R. Sahni voor dat een soort dam overstromingen in het rivierengebied had veroorzaakt die een beslissende factor hadden gespeeld bij de neergang van de beschaving. Ook Robert Raikes kwam tot deze conclusie, waarbij tektonische opheffing aan de kust in de buurt van Sehwan een dam zou hebben gecreëerd. Ook Dales hintte aan het einde van zijn artikel uit 1964 al op deze mogelijkheid. Omdat deze overstromingen geleidelijk gingen, zou er voldoende tijd zijn geweest om hiertegen op te treden en dit zou de dikke muren verklaren; het waren verdedigingswerken, maar niet tegen mensen, maar tegen water. Uiteindelijk zou het echter toch te veel zijn geworden en putte de mens het landschap niet uit, maar was het andersom.
Door Robert Wasson werd als bezwaar ingebracht dat het niet-geconsolideerde sediment van een dergelijke dam niet de sterkte zou hebben om de statische druk van de rivier lang te weerstaan. Dit bleek wel nadat een aardbeving in 1819 de Allahbund (dam van god) werd opgeworpen, die brak tijdens de eerste overstroming. Daarnaast lijken alleen overstromingen onvoldoende grond om een hele beschaving ineen te laten storten en is dit nauwelijks een noodzakelijke en voldoende oorzaak, dan zouden er meer onderdelen van die maatschappij structureel fout moeten zitten.:238-239

#### Avulsie
Het rivierensysteem van de Indus kent de nodige wijzigingen van de rivierloop en deze avulsies werden al in 1931 door Marshall genoemd als mogelijke oorzaak van de nodige catastrofes. Hugh Trevor Lambrick zag niet eventuele overstromingen, maar juist een tekort aan water door deze avulsies en doordat er door het ontbreken van de jaarlijkse overstromingen geen alluviaal meer werd afgezet. Volgens Michael Jansen en Louis Flam zou een dergelijke avulsie ook het instorten van het communicatienetwerk tot gevolg kunnen hebben gehad, waarna de bevolking wegtrok. Er zou dan een domino-effect op hebben moeten treden om vervolgens de gehele Indusbeschaving in te doen storten.:239

#### Uitputting van het landschap
Terwijl de overstromingen enige weerklank vonden als belangrijke factor, werd ook dit betwist. Volgens Wheeler putte de Indusbeschaving het landschap uit, waarna de ariërs de genadeklap zouden hebben uitgedeeld. Om de enorme hoeveelheid bakstenen te produceren zou er zoveel hout zijn verbrand, dat ontbossing zou zijn opgetreden. Nadere analyse maakte dit echter onwaarschijnlijk, aangezien er slechts 400 acres galerijbos nodig zou zijn om Mohenjodaro elke 140 jaar opnieuw op te bouwen. Daarnaast werd ook het zongedroogde leemsteen veelvuldig gebruikt. Ook Fairservis en Possehl dachten dat overexploitatie een rol speelde bij de neergang. Dit zal zeker zijn effect hebben gehad, maar gezien de grootte van het gebied met zijn verschillende vegetatiezones is het onwaarschijnlijk dat lokale overexploitatie de gehele beschaving ten gronde zou hebben gericht. Fairservis dacht ook dat rijst door veredeling uiteindelijk geschikt werd voor de Gangesvallei en Zuid-India, zodat mensen daarheen konden trekken. De rijst die gebruikt werd voordat de Chinese variant rond 2000 v.Chr. arriveerde, was echter al geschikt voor zowel droge als natte rijstbouw, waarmee de vraag rijst waarom de trek naar het oosten niet eerder op gang is gekomen.:270-272

#### Verloren Sarasvati

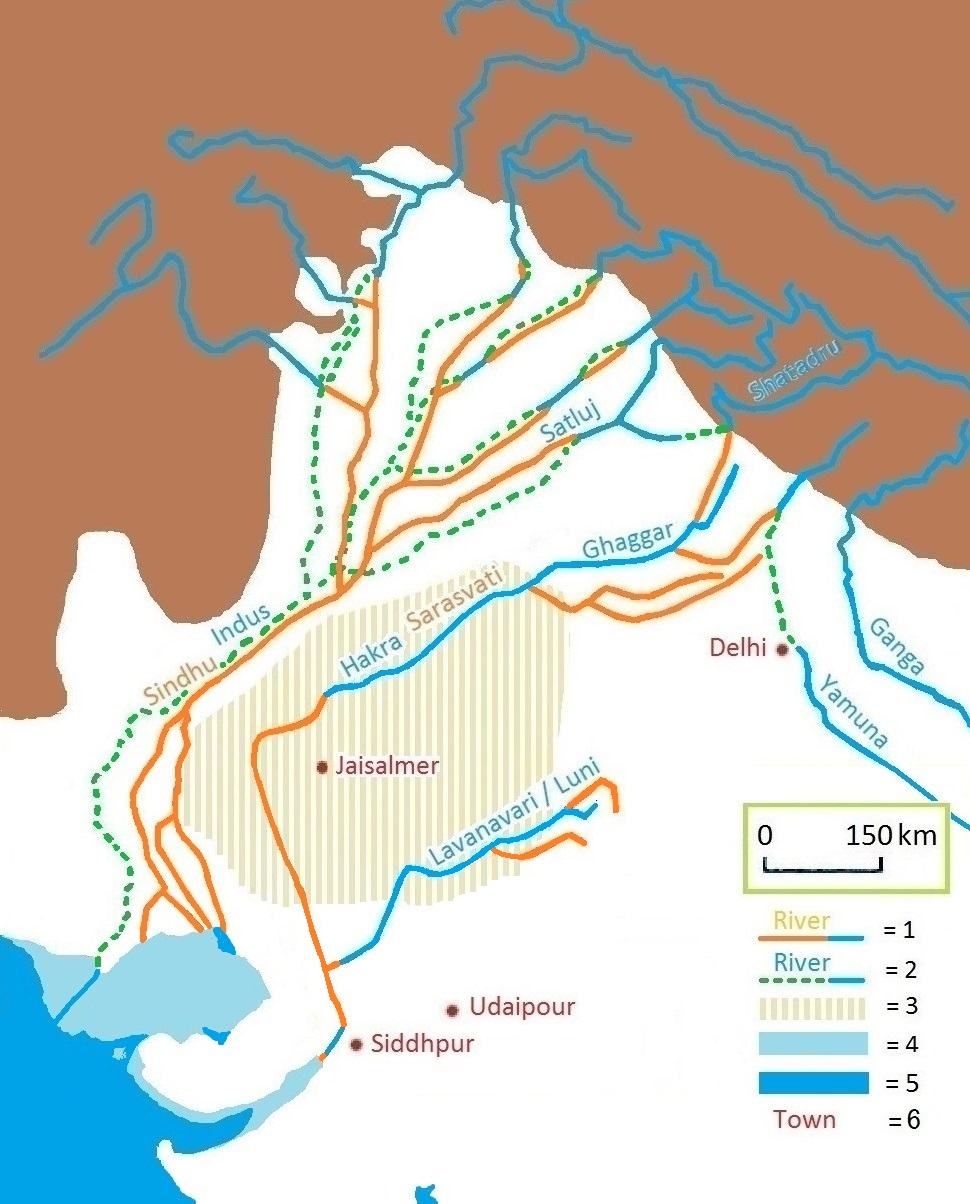
De loop van de Ghaggar-Hakra, mogelijk de Sarasvati van de Veda's

In 1959 werd Alamgirpur ontdekt langs de Hindon, een zijrivier van de Yamuna. Sindsdien zijn langs de bedding van de Ghaggar-Hakra vele nederzettingen gevonden en bleek de Indusbeschaving zich oostelijker te hebben uitgestrekt dan eerder gedacht. In het verleden mondde de Yamuna uit in de Ghaggar, maar sindsdien heeft een avulsie de Yamuna richting het oosten geleid en is het nu de op een na belangrijkste zijrivier van de Ganges. Dit leidde tot de hypothese dat er een tektonische gebeurtenis is geweest die deze avulsie heeft veroorzaakt en zo heeft bijgedragen tot het opdrogen van de Ghaggar-Hakra. Dit zou een bijdragende factor zijn in de neergang van de Indusbeschaving en het groeien van de Tharwoestijn.:239-240 Nader onderzoek leidde echter tot de conclusie dat deze avulsie al eerder plaatsvond, tussen 49.000 en 10.000 jaar geleden, voor menselijke bewoning van deze regio.

#### Handel
De Allchins dachten dat rond 2000 v.Chr. de handel met Mesopotamië sterk afnam en dat de Indusbeschaving geen andere handelspartner had om dit op te vangen. Ook de interne handel zou afgenomen zijn vanwege de eerder genoemde omgevingsfactoren en een sterk verminderde neerslag. De combinatie van deze factoren zou de ineenstorting van de beschaving in hebben kunnen leiden. Ook na die tijd wordt Meluhha echter nog veel genoemd in teksten uit Mesopotamië, terwijl het maar de vraag is of de handel met dat gebied zo belangrijk was dat het wegvallen belangrijk bij zou dragen aan de neergang. Ook de invloed van een verminderde neerslag is beperkt, aangezien het gebied ook nu nog vooral het water betrekt uit de Indus.:240-241
Zoals al genoemd hechtte Ratnagar groot belang aan de handel in lapis lazuli en zou het wegvallen daarvan hebben bijgedragen aan het verdwijnen van de beschaving, maar ook dit wordt niet waarschijnlijk geacht.

#### Klimaatverandering
Klimaatverandering heeft mogelijk bijgedragen aan de neergang van de Indusbeschaving. Zoals genoemd onder de sectie Klimaat kan het verminderen van de moessons een dusdanig verdroging hebben betekend, dat de beschaving niet meer houdbaar was.

### Voortzetting

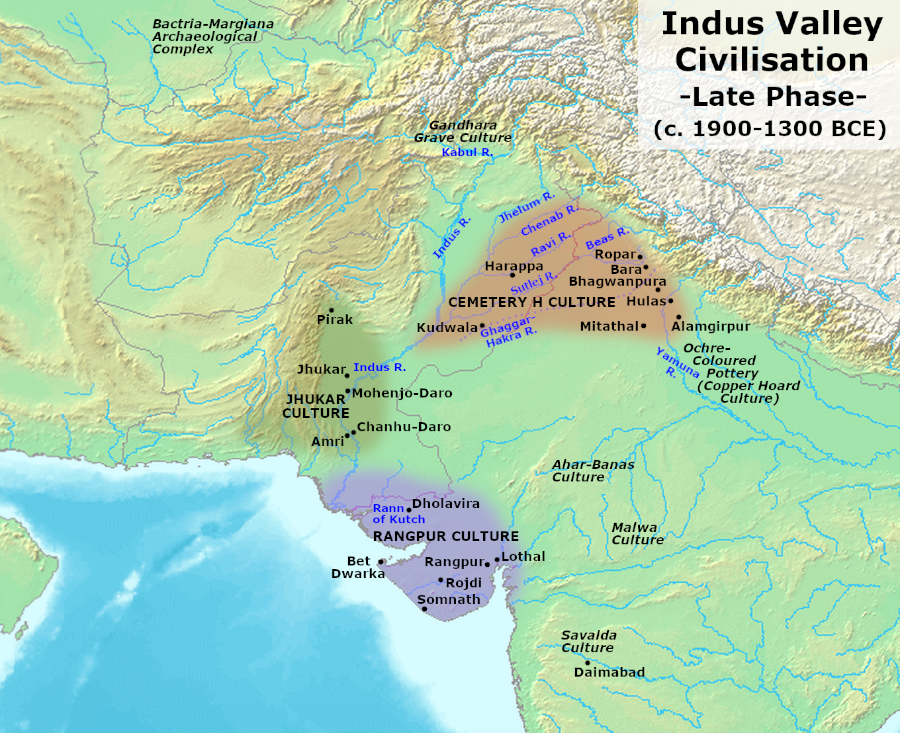
Gebied van laat-Harappa

Het einde van de Indusbeschaving was in veel gevallen een minder abrupte overgang dan wel gesuggereerd is. Wel kwam er een einde aan de integratie en is er een duidelijker onderscheid in de regio's:
- Sindh
- West-Punjab en de Ghaggar-Hakra-vallei
- Oost-Punjab en Haryana
- de Ganges–Yamuna doab
- Kutch en Saurashtra

In Sindh werd de Indusbeschaving gevolgd door de Jhukarcultuur. Dit was een geleidelijke overgang waarbij het gewichtenstelsel steeds minder gebruikt werd, het schrift beperkt bleef tot de vazen en de zegels veranderden, terwijl de grote steden verlaten werden. Er was nog wel contact met Rangpur en Lothal in Saurashtra, waar net als in Kutch het aantal nederzettingen juist toenam. Een zeeschelp van een Turbinella pyrum die werd gevonden voor de kust bij Bet Dwarka en gegraveerd was met een samengesteld diermotief van stier, eenhoorn en geit, had een duidelijke Bahreinse invloed. Dit wijst erop dat er ook tijdens laat-Harappa nog contacten waren met het gebied rond de Perzische Golf.
In West-Punjab en de Ghaggar-Hakra-vallei volgde de cemetery H-cultuur met een sterke afname van het aantal nederzettingen, terwijl in Oost-Punjab en Haryana de nederzettingen een stuk kleiner werden dan tijdens hoog-Harappa. Ook in de doab waren de nederzettingen klein, maar hier nam het aantal ook sterk toe. Er was dus een trek richting het oosten en zuiden. Steden verdwenen niet helemaal, Kudwala in Cholistan, Bet Dwarka in Saurashtra en Daimabad in Maharashtra waren redelijk grote steden. Het waren er echter weinig en ze waren dun gezaaid.
In deze periode werden nieuwe landbouwmethodes gebruikt. In Beloetsjistan werd in Pirak vruchtwisseling toegepast waarbij tarwe en gerst als wintergewas en rijst, gierst en sorgo als zomergewas werden gebruikt, terwijl op de Kacchivlakte irrigatie ingang vond. Verschillende nieuwe gewassen werden in deze periode geïntroduceerd.
Op het laat-Harappa volgden onder meer de ochre coloured pottery-cultuur en de painted grey ware-cultuur.

## Cultuur

### Bestuur
Aangezien het schrift niet ontcijferd is, zijn ook hypotheses over het bestuur van de Indusbeschaving indirect afgeleid. Enerzijds duidt de complexe stedenbouw en architectuur, het schrift, de standaardisatie van maten en gewichten, het handwerk en de handel erop dat het een complexe samenleving betrof. Anderzijds ontbreken de sporen van monumentale bouwwerken zoals wel werden aangetroffen in het oude Egypte en het oude Nabije Oosten en zijn er ook geen wandtekeningen van krijgers of veldslagen, noch van een grootschalig ontwikkelde bureaucratie. Daarmee lijkt de staatsvorming rond de Indus anders te zijn verlopen en lijkt het waarschijnlijk dat er een minder gecentraliseerd bestuur was met minder hiërarchie. Dit wijkt af van de ideeën over de vroege archaïsche staat die gevormd werden op basis van Egypte en het Nabije Oosten. Volgens de theorie van unilineaire evolutie zou die staat zich ontwikkelen uit het chiefdom en een niveau hoger zijn in de ontwikkeling. Voor Marshall, Mackay, Wheeler en Piggott was ondanks het ontbreken van deze kenmerken voor een staat de samenleving rond de Indus een beschaving en voor de laatste twee zelfs een gecentraliseerde autoritaire staat onder leiding van een priesterkoning. Het gedeelde schrift, maatstelsel, de grote graanopslagen en het ontbreken van sporen van strijd zouden het resultaat zijn van die gecentraliseerde staat.
Volgens Bridget en Raymond Allchin ontbrak echter het bewijs voor een priesterkoning en een groot rijk met twee hoofdsteden. Walter Fairservis gaf de eerste aanzet om de Indusbeschaving als een gedecentraliseerd chiefdom te zien, waarmee ook de noodzaak voor een bureaucratie ontbrak. De basis van de samenleving was het geheel van dorpen, niet zozeer de steden. Mohenjodaro zou een ceremonieel en geen administratief centrum zijn. Subhash Chandra Malik sloot hierbij aan en wees op het ontbreken van monumentale gebouwen en oppergoden. Hij zag een ingebeelde gemeenschap op basis van verwantschap en burgerschap. Shaffer waarschuwde voor de grootse denkbeelden die ontstaan waren op basis van slechts bescheiden opgravingen en zag minder culturele eenheid dan verondersteld werd. Shaffer wilde de Indusbeschaving geen staat noemen, maar ook geen pre-staat, aangezien hij niet het idee van een culturele evolutie met hogere niveaus onderschreef, en omdat de culturele homogeniteit minder zou zijn dan aangenomen. De relatieve economische ongelijkheid zou blijken uit de sieraden die niet alleen in de grotere steden, maar ook de kleinere dorpen gevonden werden. De Indusbeschaving deed niet onder in complexiteit voor de beschavingen van Mesopotamië, maar zou een eigen unieke vorm hebben gekend.
In hoeverre de Indusbeschaving een staat was, is daarna een punt van discussie geworden, waarbij de definitie van de staat volgens Henri J.M. Claessen en Peter Skalník uit 1978 invloedrijk was. Jerome Jacobson zag de beschaving juist wel als staat, al ontbraken aanwijzingen voor koningen en een staatsapparaat. Ook Kenoyer was deze mening toegedaan, met heersende elites die niet uit een enkele sociale groep zou hebben bestaan, maar uit onder handelaren, specialisten in rituelen en zij die de productiemiddelen beheersten. De zegels met dierentekens zouden een indicatie zijn van verschillende clans, waarbij elke clan een eigen dier zou hebben gehad. De grotere steden zouden als stadstaten waarschijnlijk enige autonomie hebben gekend. Shereen Ratnagar stelde dat de Indusbeschaving een staat is met een heersende elite die de eenhoorn als teken zou hebben gevoerd. Volgens Ratnagar zouden steden nooit in een chiefdom kunnen ontstaan. Dit lijkt echter niet houdbaar, aangezien er de nodige voorbeelden zijn van steden zonder staat, zoals de latere Janapada's. Possehl stelde dat het misleidend kan zijn om de Indusbeschaving als archaïsche staat te beschrijven, aangezien die staat gedefinieerd is op de beschavingen in Egypte en Mesopotamië. Het is vooral van belang om complexiteit en uniciteit van een samenleving in ogenschouw te nemen. Zo kan de Indusbeschaving zijn kracht juist hebben gehaald uit een gedecentraliseerde ideologie. Hij dacht dat het bestuur eerder bij een raden dan bij koningen zal hebben gelegen.
Naast de mogelijkheden van een gecentraliseerde staat of juist verschillende staten met een vergelijkbare cultuur en bestuur, kan er ook sprake zijn geweest van meerdere staatjes met elk een eigen bestuursvorm.:179

### Hiërarchie en oorlogsvoering
Tegen het gevormde beeld van een heterarchisch bestuur met een vreedzame en egalitaire maatschappij valt in te brengen dat veel van de steden ommuurd waren. Ook zijn er brandlagen gevonden in steden als Kot Diji, Gumla en Nausharo en enigszins Amri die mogelijk het gevolg van geweld zijn geweest, maar dat hoeft zeker niet het geval te zijn geweest. Opvallend is wel dat deze veelal hebben plaatsgevonden op de overgang van vroeg- naar hoog-Harappa, terwijl dergelijke grote branden in andere periodes ontbreken.
De skeletten die teruggevonden zijn in Harappa zijn onderzocht op sporen van geweld. De aangetroffen patronen van schedeltrauma's wijzen vooral tijdens het post-urbaan Harappa op het gebruik van structureel geweld. Hoewel het aantal onderzochte skeletten relatief klein was, lijken de resultaten te wijzen op een minder vreedzame en meer gestratificeerde samenleving dan veelal gedacht.
Toch blijft in grote lijnen het beeld overeind van een complexe samenleving waarin de politieke en economische ongelijkheden beperkt waren. Dit is uitzonderlijk voor een verstedelijkte cultuur met verregaande specialisatie.

### Steden

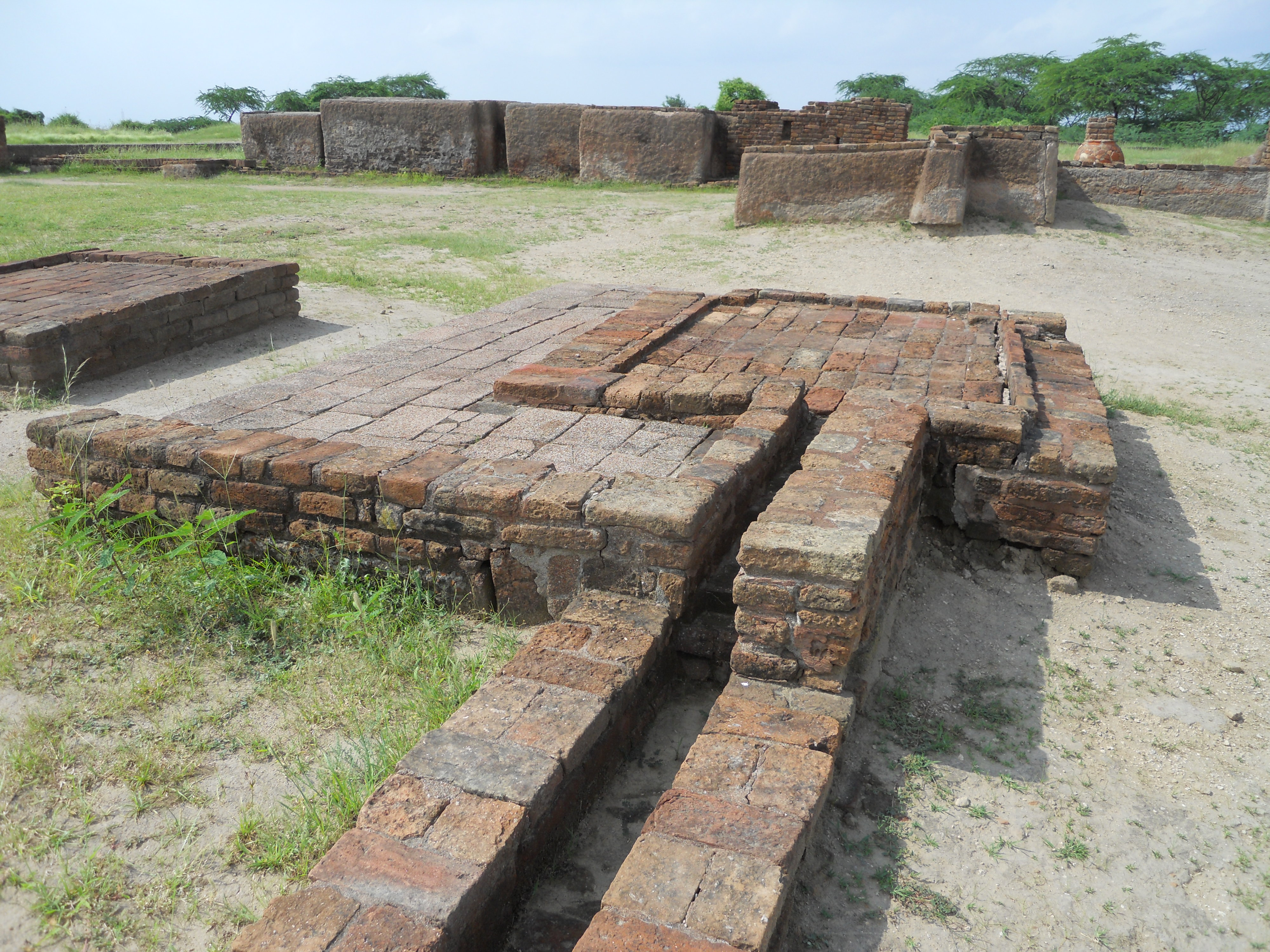
Archeologische overblijfselen van het afvoersysteem van de wasruimte in Lothal

Hoewel bevolkingsschattingen van deze periode een sterk speculatief karakter kennen, kan de bevolking op het hoogtepunt van de Harappabeschaving tussen de 4 en 6 miljoen hebben gelegen, waarmee het de grootste samenleving van de antieke tijd zou zijn geweest.
Van de sites waarvan aangenomen wordt dat ze tot de Harappabeschaving behoorden, is slechts een klein deel opgegraven en dan ook slechts ten dele. Desondanks zijn er de nodige patronen te herkennen.
Hoewel de gridstructuur niet perfect oost-west en noord-zuid en haaks was zoals aanvankelijk gedacht werd, blijkt wel een duidelijke stadsplanning. Die is echter niet overal gelijk. Harappa, Mohenjodaro en Kalibangan hebben een verhoogde citadel en een benedenstad, terwijl Dholavira ook nog een tussenstad heeft en bij Lothal en Surkotada de citadel juist een onderdeel is van de stad. Het kleine Lothal kent een veel strakkere planning dan het grotere Kalibangan, zodat grootte geen directe correlatie lijkt te hebben met de mate van planning.
In kleinere nederzettingen werden de gebouwen veelal van leemsteen, modder en stro gemaakt, terwijl in de grotere nederzettingen veel baksteen werd gebruikt, onder meer in Engels verband. Kenmerkend zijn de standaardafmetingen van de stenen met een ratio van 1:2:4, 7x14x28 cm voor huizen en 10x20x40 cm voor stadsmuren. In rotsachtige gebieden als Kutch en Saurashtra werd ook veel natuursteen gebruikt.
De huizen waren veelal toegankelijk via binnenhoven of kleine straatjes, mogelijk om geuren, lawaai en inbrekers buiten te houden. Veel huizen waren voorzien van een badkamer, waarbij een afvoer naar buiten liep en aansloot op riolering. Sommige huizen hadden daartoe een eigen waterput. Ook beschikten veel huizen over een toilet. De riolering was afgescheiden van regenafvoer. In Harappa en Mohenjodaro liepen de afvoeren via de hoofdstraten naar velden buiten de stadsmuren.
De rol van de citadel is nog steeds onderwerp van discussie. In tegenstelling tot de gelijktijdige beschavingen van Mesopotamië en Egypte werd hier geen enkele structuur van monumentale afmeting gebouwd en niets schijnt te wijzen op de aanwezigheid van een tempel of paleis. Er is dus ook geen materieel bewijs voor het bestaan van een koning, legers of priesters. Bepaalde structuren worden evenwel geïdentificeerd als opslagzolders, wat op landbouwoverschotten wijst, een teken van bloei van dit stadsleven.

#### Mohenjodaro
Mohenjodaro is niet alleen de best bewaarde site van de Harappabeschaving, maar mogelijk ook van de gehele bronstijd. Waarschijnlijk werd de stad gevestigd op een niet eerder bebouwde locatie op twee daro's. Deze kunstmatige heuvels zijn het deel dat is opgegraven, terwijl onder meer boringen duidelijk hebben gemaakt dat de site aanmerkelijk groter is dan alleen de twee daro's. De westelijke daro werd door Marshall geïdentificeerd als stoepa, een boeddhistische tempel, terwijl Wheeler deze als citadel benoemde. Ten oosten bevindt zich de benedenstad op de tweede daro, terwijl de grond tussen de heuvels onbebouwd is.

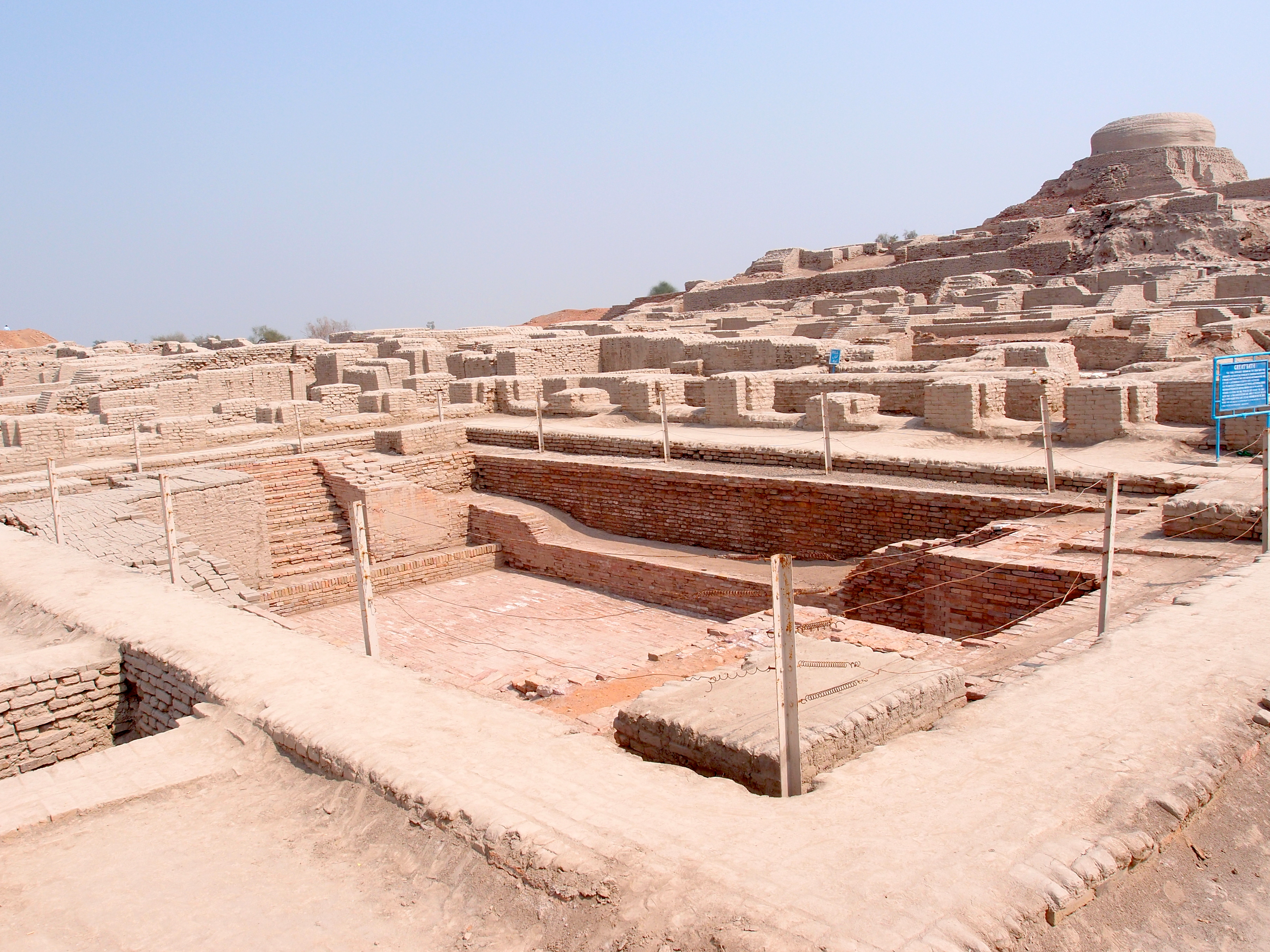
Het grote bad van Mohenjodaro

De citadel meet zo'n 400 bij 200 meter en is omgeven door een 6 meter dikke muur die mogelijk als weermuur diende, maar ook wel gezien wordt als niet meer dan ondersteuning om de aarde op zijn plek te houden.:185:149 In het noorden bevindt zich het grote bad, een rechthoekig zwembad van 14,5 x 7 x 2,4 meter omgeven door zuilengangen. Twee symmetrische trappen geven toegang tot het bassin dat met bitumen waterdicht was gemaakt. Vlak bij het bad bevond zich een groot gebouw van 69 x 23,4 m dat volgens Mackay mogelijk voor een priestercollege was bedoeld. Aan de westkant van het grote bad stond een ander groot gebouw van 50 x 27 m waarvan Marshall en Mackay dachten dat dit een hamam kon zijn geweest, terwijl Wheeler het als graanopslag zag. Kenoyer gaf gezien het ontbreken van graanresten de voorkeur aan de grote hal, waarvan de functie onduidelijk is.
De benedenstad was zo'n tienmaal zo groot en mogelijk ook ommuurd. Dit deel van de stad heeft een roosterpatroon met twee noord-zuidgaande hoofdstraten en twee iets kleinere oost-westgaande hoofdstraten die de stad verdeelden in blokken die verder onderverdeeld werden door straatjes en stegen. De grootte van de huizen is onder te verdelen in clusters van 20 - 80 m², 80 - 180 m² en 200 - 300 m², met enkele huizen groter dan 380 m². Er zijn huizen met binnentrappen, maar dit hoeft niet te betekenen dat er meerdere verdiepingen zijn, ze kunnen ook toegang geven tot het dak.
Er waren mogelijk meer dan 700 waterputten in de stad, wat neer zou komen op een per drie huizen.

#### Harappa
Harappa is gebouwd op acht heuvels en kent ook een ommuurde citadel met poorten en torens en een gebouw dat als graanopslag werd aangemerkt. Die conclusie werd echter gemaakt op basis van vergelijkingen met Romeinse gebouwen, terwijl hier net als in Mohenjodaro geen graan is aangetroffen. Dit gebouw bevindt zich ook niet binnen de citadel, maar bij een wijk ten noorden daarvan (heuvel F) die door ambachtslieden gebruikt lijkt te zijn. Ook de benedenstad op heuvel E was ommuurd en had werkplaatsen voor ambachtslieden. Bewoning op deze site begon in ieder geval in het vierde millennium v.Chr. op heuvel AB en kende een Hakra-Ravi-fase en een Kot Dijifase.

#### Andere steden
Ook Kalibangan was gebouwd op heuvels en kende een citadel en benedenstad. Opvallend aan deze middelgrote stad zijn de vuuraltaren. Deze zijn ook in Banawali, Lothal, Amri, Nageshwar, Vagad en Rakhigarhi aangetroffen, maar alleen in Kalibangan en Banawali lijken ze een gemeenschappelijke functie te hebben gehad. In de andere steden lijken ze te zijn gebruikt voor huiselijke rituelen. In Banawali is de citadel direct aan de stad gelegen, maar afgescheiden door een muur. De ommuring kende aan de oostzijde ook een slotgracht.
Lothal was geen grote stad, maar was van belang door de ligging aan de Golf van Khambhat en zo de Arabische Zee. Tegenwoordig ligt de kust een kleine 20 kilometer verderop, maar tijdens de hoogtijdagen verbond de stad de beschaving met de Perzische Golf. Opmerkelijk was dat de stad beschikte over een scheepsdok waarin het water op gelijke hoogte gehouden kon worden, onafhankelijk van het getij. Daarmee is dit het eerste bekende dok ter wereld. Dholavira was een middelgrote stad met een mogelijk kasteel, een tussenstad en een benedenstad.

### Landbouw
|             | Harappa | Mohenjodaro | Kalibangan | Lothal | Rangpur | Surkotada | Shortughai | Balu |
| ----------- | ------- | ----------- | ---------- | ------ | ------- | --------- | ---------- | ---- |
| Tarwe       | X       | X           |            |        |         |           |            | X    |
| Gerst       | X       | X           | X          |        |         |           |            | X    |
| Sesamum     | X       |             |            |        |         |           |            | X    |
| Watermeloen | X       |             |            |        |         |           |            | X    |
| Erwten      | X       |             |            |        |         |           |            |      |
| Dadels      | X       |             |            |        |         |           |            | X    |
| Rijst       | X       |             | X          | X      | X       |           |            | X    |
| Gierst      | X       |             |            |        |         | X         | X          |      |
| Mungboon    |         |             |            |        |         |           |            | X    |
| Druiven     |         |             |            |        |         |           |            | X    |
| Knoflook    |         |             |            |        |         |           |            | X    |

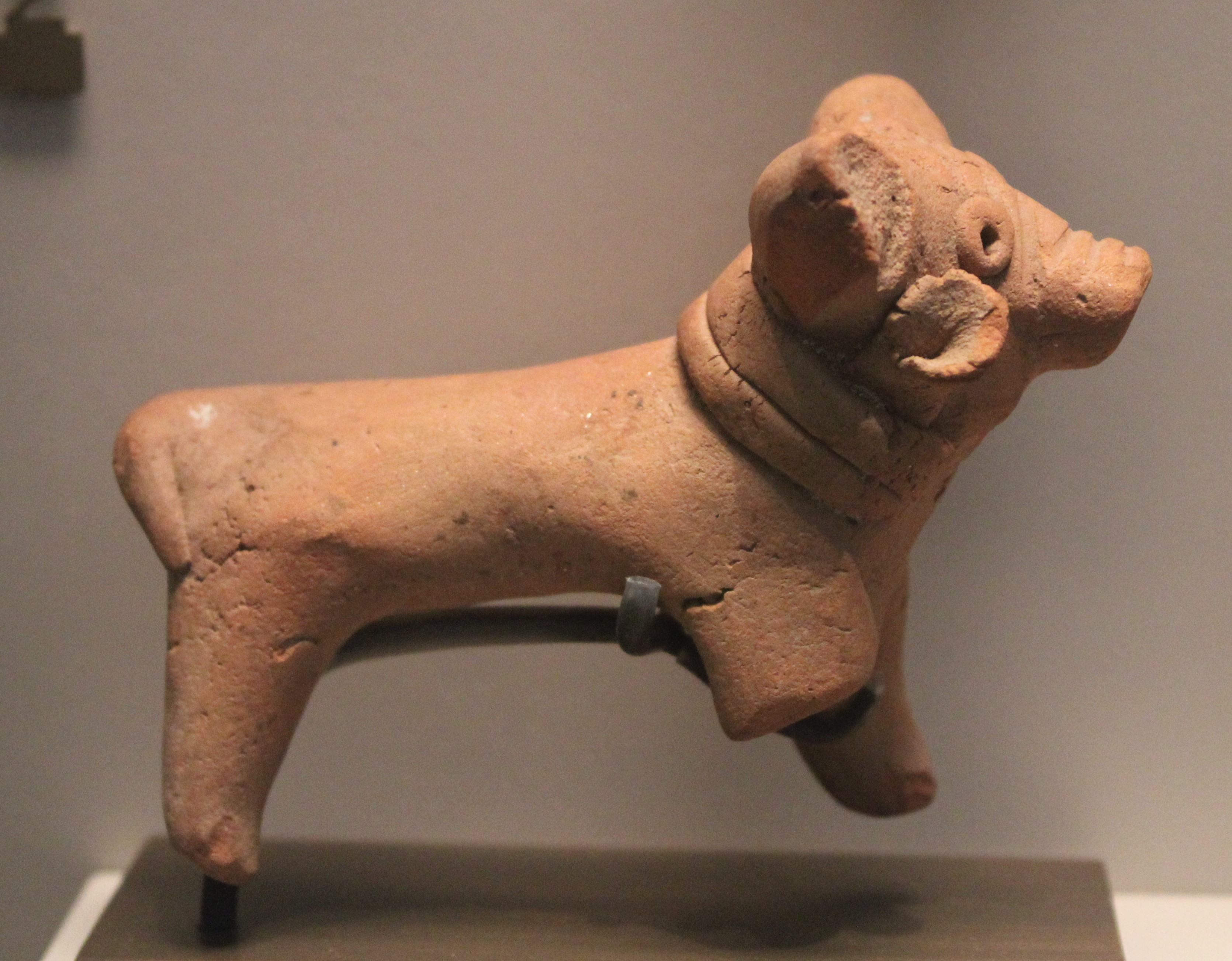
Beeldje van een hond uit Harappa

De landbouw zal voor een groot deel gebaseerd zijn op de pre-Harappacultuur. Gezien de grootte van het gebied met een grote variëteit in landschappen en weersomstandigheden was er ook de nodige variatie in gewassen die verbouwd werden en nog worden in de verschillende regio's. Die variatie heeft mogelijk bijgedragen aan de stabiliteit van de voedselvoorziening doordat de afhankelijkheid van een enkel gewas verminderd werd.
De vruchtbare alluviale gronden die na de jaarlijkse overstromingen achterbleven, zullen bewerkt zijn geweest, waardoor irrigatie nauwelijks nodig zal zijn geweest. In Shortughai zijn wel irrigatiekanalen gevonden. De overstromingen maakten ook ploegen minder noodzakelijk, al zijn er wel terracottamodellen van ploegen gevonden in Banawali en Bahawalpur en een geploegd veld in Kalibangan. Werkelijke ploegen zullen aanvankelijk van hout zijn geweest en ondertussen vergaan.
Naast akkerbouw was de veehouderij een belangrijk onderdeel van de voedselvoorziening met onder meer zeboes, waterbuffels, schapen en geiten. Beeldjes van honden suggereren dat ook deze gedomesticeerd waren. In hoeverre het paard onderdeel uitmaakte van de Indusbeschaving is onderdeel van discussie. De overblijfselen zijn niet altijd goed te onderscheiden van de Indiase wilde ezel. Zo is de vondst bij Surkotada betwist. Ook zijn er maar een gering aantal beeldjes gevonden. Lange tijd was de consensus dan ook dat het paard door de Indo-Ariërs werd geïntroduceerd. Het lijkt erop dat het paard wel aanwezig was, maar geen belangrijke rol speelde.
De jacht was ook nog van belang, zoals blijkt uit overblijfselen van herten en wilde varkens, schapen en geiten, maar ook landschildpadden en vissen. Indische neushoorns zijn alleen bij Amri gevonden, maar is wel veelvuldig afgebeeld. Kamelen en Indische olifanten komen sporadisch voor. Klein wild als konijnen, blauwe pauwen, duiven, apen en eenden komen voor op afbeeldingen.

#### Rijst
Rijst in Zuid-Azië heeft een gecompliceerde domesticatiegeschiedenis. De vroegste cultivatie van wilde rijst is gevonden in Lahuradewa van rond 6000 v.Chr., terwijl gedomesticeerde O. sativa subsp. japonica uit China rond 1800 v.Chr. in Mahagara arriveerde. Eerder werd gedacht dat dit de overgang van droge naar natte rijstbouw met meer opbrengst markeerde, maar er zijn aanwijzingen dat tijdens het domesticatieproces van de wilde O. sativa subsp. indica gedurende vroeg-, hoog- en laat-Harappa beide methodes werden gebruikt.

### Gebruiksvoorwerpen en sieraden

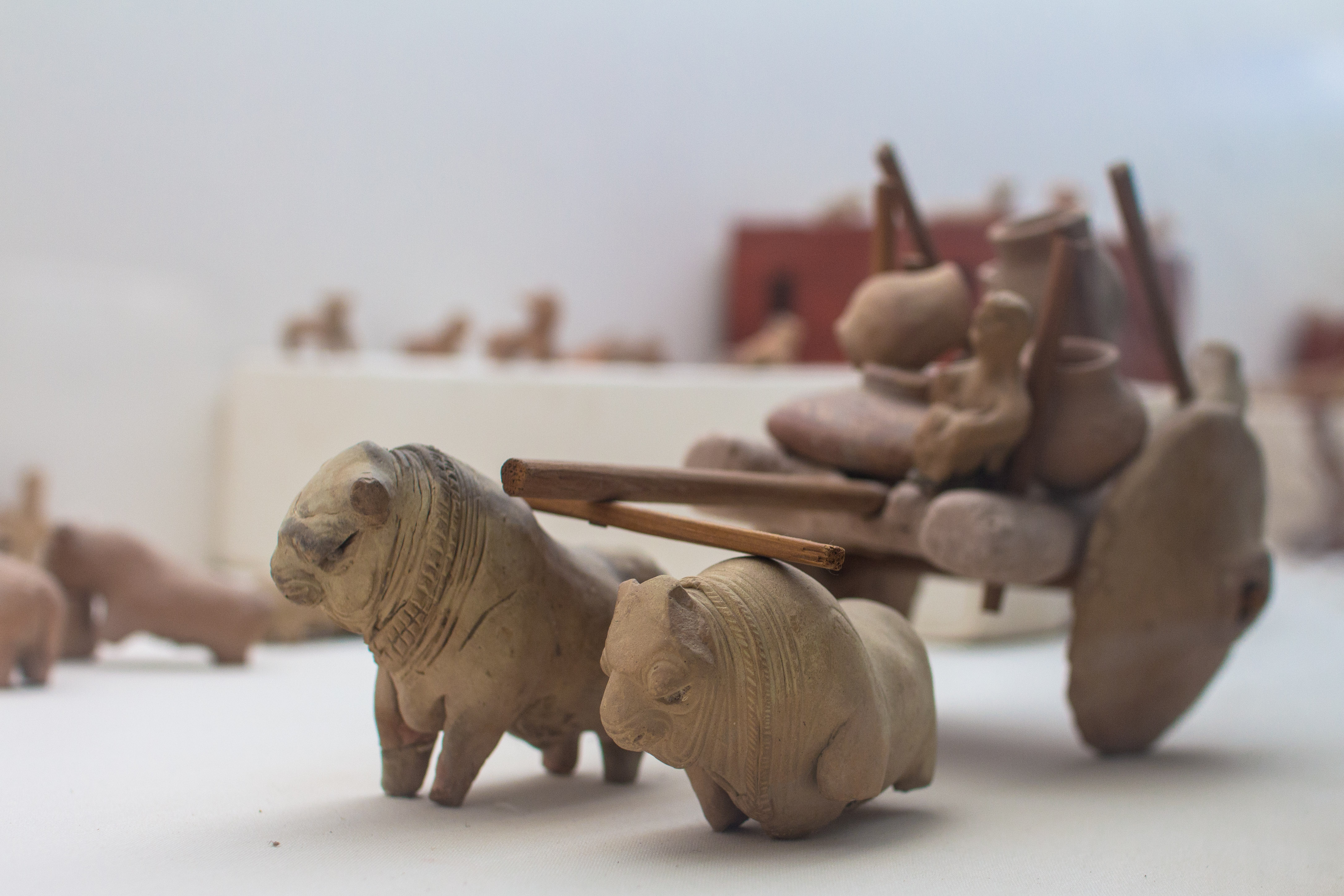
Beeldje van een ossenkar uit Mohenjodaro

De keramiek van de Indusbeschaving werd in het verleden wel als minder ontwikkeld dan die in Egypte en Mesopotamië gezien, maar gebleken is dat dit onterecht is. De eenvoud van veel voorwerpen volgde niet uit een gebrek aan ontwikkeling, maar uit aanpassingen voor massaproductie die komt kijken bij grotere samenlevingen. In Mesopotamië was een soortgelijke ontwikkeling bij de Urukperiode die minder kleurrijk aardewerk had dan de voorgaande Obeidcultuur. Massaproductie was mogelijk door het gebruik van de pottenbakkersschijf. Ovens om het aardewerk te bakken zijn onder meer gevonden in Harappa, Mohenjodaro, Nausharo en Chanhudaro. Bij weinig zuurstoftoevoer ontstond grijsgebakken aardewerk, terwijl toevoer van zuurstof oxidatie bespoedigde en het aardewerk rood kleurde. Dit aardewerk varieerde van bakstenen tot terracotta en faience. Potten hadden verschillende patronen, waaronder grijs, vaalgeel en zwart-op-rood, met uiteenlopende vormen. Grote vazen kunnen zijn gebruikt voor graan of water, terwijl kleinere, meer gedecoreerde ook een ceremoniële functie kunnen hebben gehad. Net als bij de stedenbouw, kenden ook de ambachtelijke producten een grote mate van standaardisatie, mogelijk vanuit een centrale overheid, al is dat onduidelijk.
Er zijn veel beeldjes gevonden van mensen, verschillende dieren en ook ossenkarren en ander rollend materieel. Ook armbanden en ringen zijn in grote hoeveelheden teruggevonden. Klingen van hoornsteen zullen zijn gebruikt als messen en sikkels.

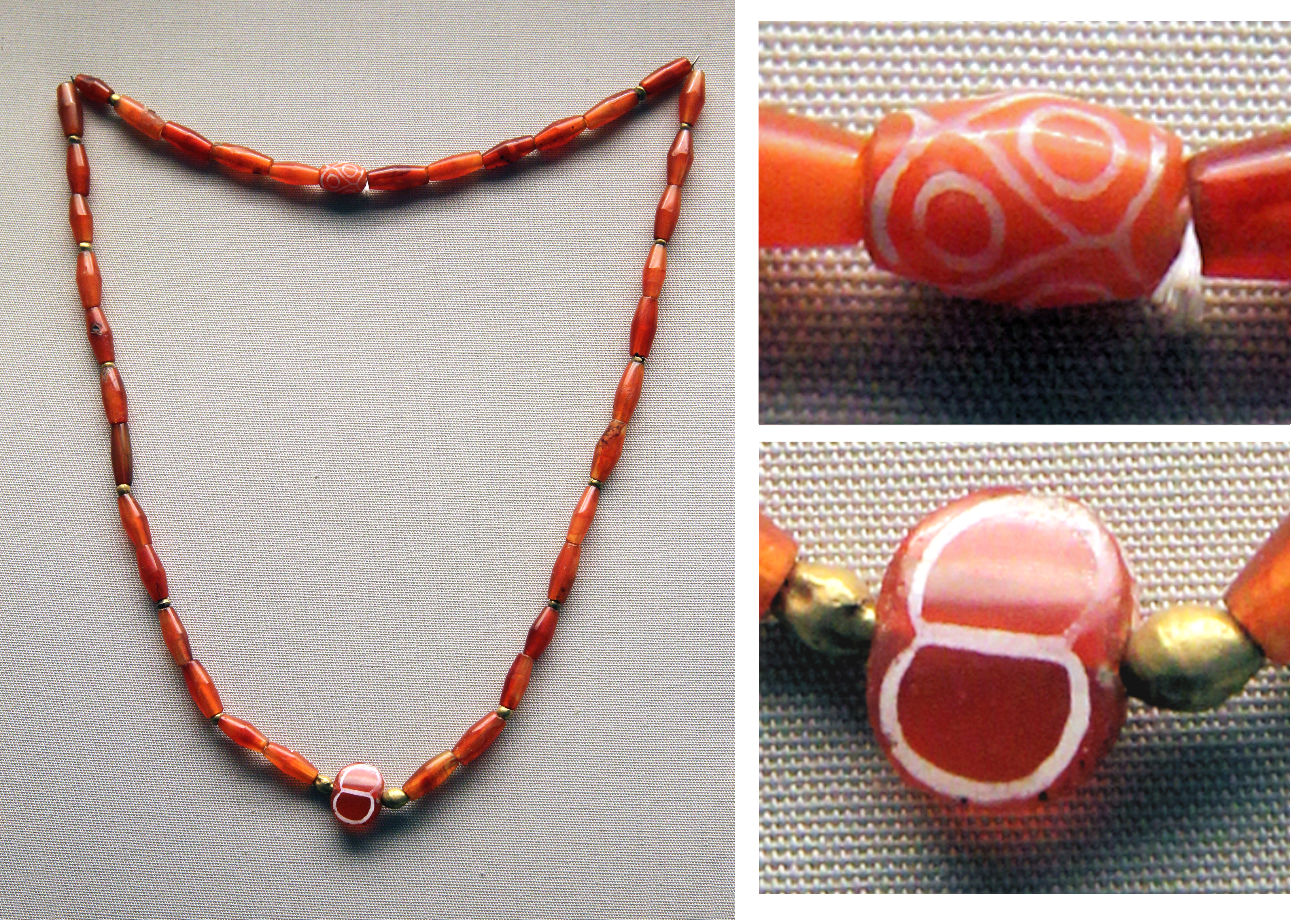
Gouden en carneolen kralen uit de koningsgraven van Oer, waarschijnlijk afkomstig van de Indusbeschaving

Talk (steatiet) werd gebruikt voor luxeproducten en zegels als het Pashupati-zegel. De zegels bevatten vaak tekens van het Indusschrift. Ook de priesterkoning van Mohenjodaro werd van steatiet gemaakt.

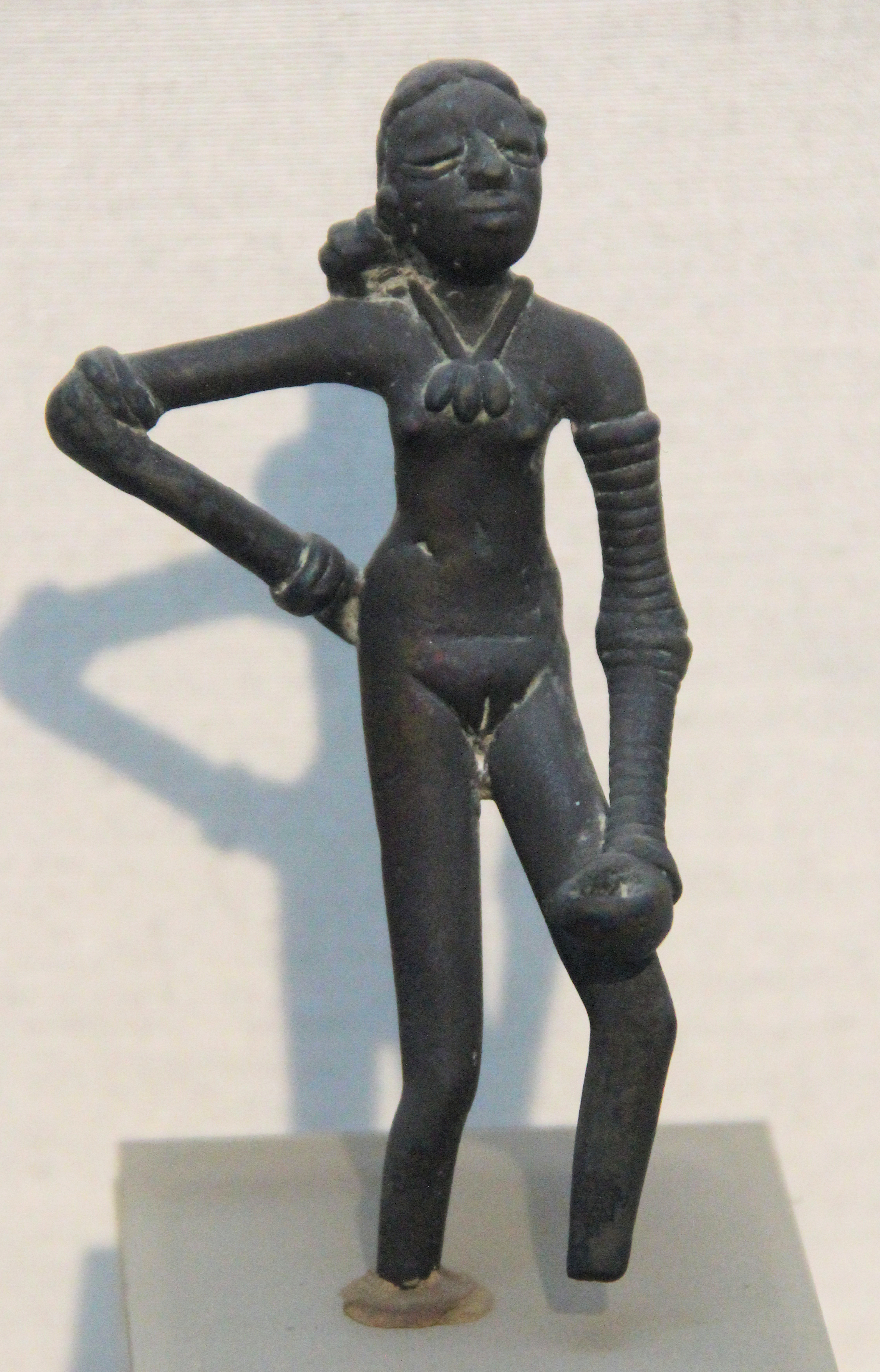
De danseres van Mohenjodaro

Metalen voorwerpen werden gemaakt van koper en legeringen daarvan, zoals met arseen, tin en nikkel tot brons. Naast wapens werden hier werktuigen van gemaakt, maar ook sieraden en beeldjes als de danseres van Mohenjodaro. Werktuigen die gehard moesten zijn, zoals messen en bijlen, waren veelal brons, de overige voorwerpen waren veelal puur koper.
Dat er kleding werd gemaakt van katoen en wol valt af te leiden uit terracotta beeldjes, uit Mesopotamische teksten over de invoer van katoen uit Meluhha en katoenen doeken die in Mohenjodaro en Harappa zijn gevonden.
In Chanhudaro zijn veel kralen teruggevonden die gemaakt werden van carneool uit Gujarat. Hier werden kettingen van gemaakt die tot in Mesopotamië zijn teruggevonden. Het maken van de kralen was een arbeidsintensief proces waarbij gebruik werd gemaakt van verschillende soorten boortjes. Een van de materialen voor deze boortjes was Ernestite, genoemd naar Ernest J.H. Mackay, een hard metamorf gesteente. Alles bij elkaar kon het een jaar duren om tot een ketting te komen, zodat ze alleen door de rijken zullen zijn gedragen.
In Bet Dwarka aan de Golf van Kutch ontstond tijdens laat-Harappa een nijverheid rond de schelpen van de zeeslak Turbinella pyrum die teruggevonden zijn tot in Mesopotamië.

### Handel en transport
Het grootste deel van de handel betrof de handel in de Indusbeschaving zelf. De routes lagen hier vooral langs de kust, langs de Indus en de andere rivieren en langs bergpassen als de Bolanpas tussen de Indusvlakte en Beloejistan en de Gomalpas richting Afghanistan. Uit koperen, bronzen en terracotta modellen en rotstekeningen blijkt dat ossenkarren en andere tweewielige karren ten tijde van het derde millennium v.Chr. in gebruik waren. De werkelijke exemplaren zullen zijn gemaakt van hout en ander vergankelijk materiaal en zijn niet bewaard gebleven.

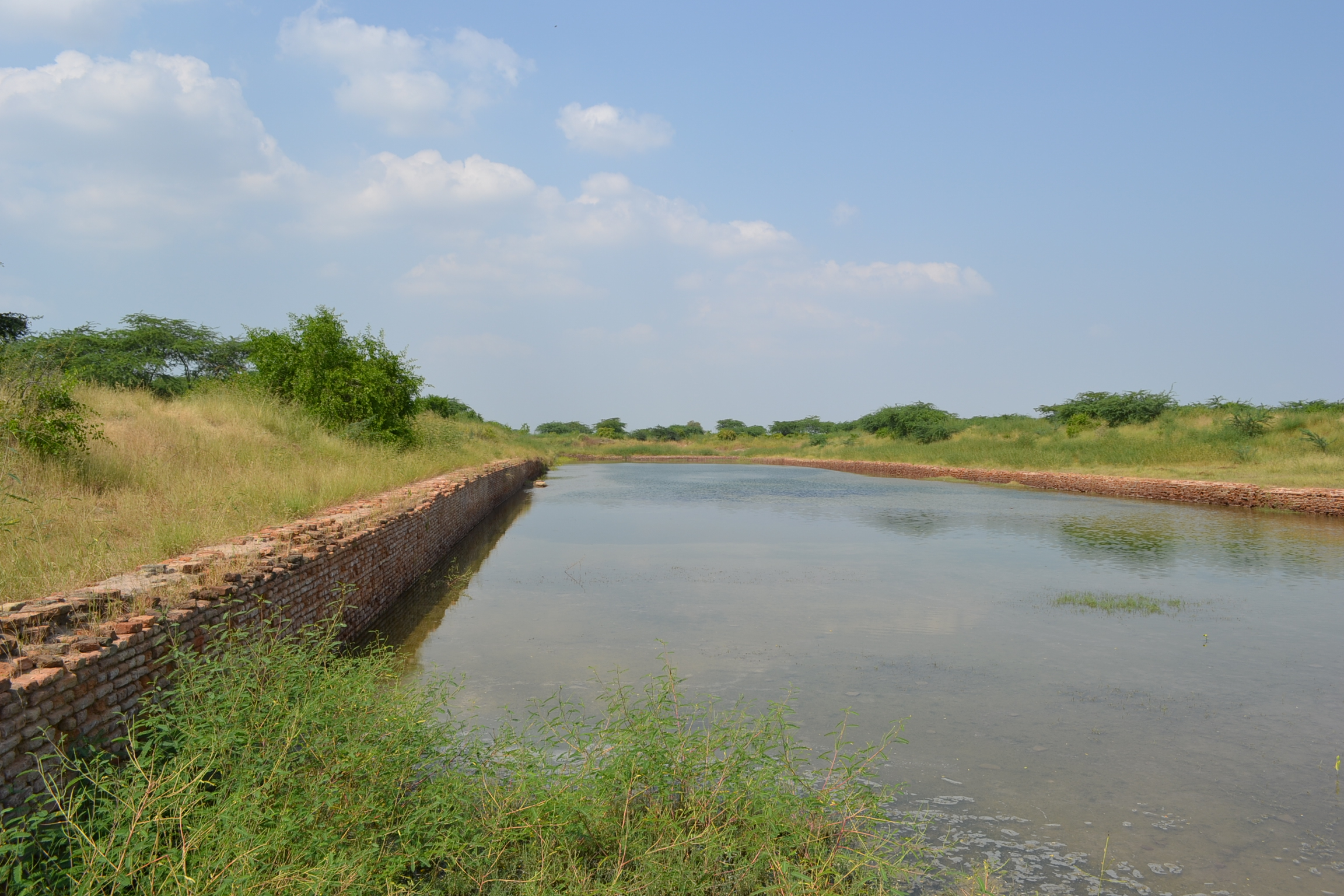
Het dok van Lothal

Daarnaast blijkt uit vondsten dat er ook handel was met andere culturen, al was het volume waarschijnlijk minder groot dan aanvankelijk gedacht. Shortugai in Afghanistan was de belangrijkste handelspost, terwijl in Turkmenistan voorwerpen van de Indusbeschaving teruggevonden zijn in Altyndepe, Namazgadepe en Khapuzdepe. In Iran zijn onder meer in Tepe Hissar, Shah Tepe, Kalleh Nisar, Susa, Tepe Yahya, Jalalabad en Marlik voorwerpen gevonden. Vermoedelijk via de zeeroute zijn ook sporen uit het Indusgebied gevonden op eilanden in de Perzische Golf als Failaka bij Koeweit, Qal'at al-Bahrein en Hamad op Bahrein, op het vasteland bij Hajar in Saoedi-Arabië, Umm-an-Nar in de Verenigde Arabische Emiraten, Al-Moyassar in Oman
Uit kleitabletten uit de tijd van Sargon van Akkad (ca. 2334-2279 v.Chr.) blijkt een handel met Meluhha – waarschijnlijk de Indusbeschaving – Dilmun – waarschijnlijk Bahrein – en Magan – waarschijnlijk Oman. Harappaanse voorwerpen zijn gevonden in Kisj, Lagasj, Nippur en Ur. Andersom ontbreken echter Mesopotamische sporen in het Indusgebied, zodat de handel waarschijnlijk via tussenpersonen ging. Het belang dat aan de Mesopotamië-Indus-relatie wordt gehecht, verschilt. Volgens Ratnagar was het belang van de handel en dan vooral in lapis lazuli dusdanig groot dat de neergang in die handel de neergang van de Indusbeschaving betekende. De archeologische vondsten die dit zouden moeten ondersteunen zijn echter gering in aantal, terwijl materialen als koper en lapis lazuli ook dichter bij huis werden gevonden. Chakrabarti en Shaffer kwamen dan ook tot de conclusie dat de handel met Mesopotamië van beperkt belang was.

### Meetkunde
|           |       | HARP (2010)            | Vats (1940)            | Mackay (1938)          | HARP (2010) | Vats (1940) | Mackay (1938) |
| Categorie | Ratio | Gemiddelde gewicht (g) | Gemiddelde gewicht (g) | Gemiddelde gewicht (g) | Exemplaren  | Exemplaren  | Exemplaren    |
| --------- | ----- | ---------------------- | ---------------------- | ---------------------- | ----------- | ----------- | ------------- |
| (AAA)     | ⅓     | 0,30                   |                        |                        | 2           |             |               |
| (AA)      | ⅔     | 0,60                   |                        |                        | 1           |             |               |
| A         | 1     | 0,86                   | 0,95                   | 0,87                   | 7           | 1           | 5             |
| (A')      | 1⅓    | 1,25                   |                        |                        | 8           |             |               |
| B         | 2     | 1,78                   | 1,66                   | 1,77                   | 13          | 12          | 13            |
| Q         | ⅓ x 7 | 2,10                   |                        |                        | 4           |             |               |
| C         | ⅓ x 8 |                        | 2,66                   | 2,28                   |             | 4           | 2             |
| D         | 4     | 3,52                   | 3,50                   | 3,43                   | 12          | 20          | 31            |
| E         | 8     | 6,61                   | 6,83                   | 6,83                   | 8           | 27          | 45            |
| F         | 16    | 13,86                  | 13,67                  | 13,73                  | 10          | 28          | 91            |
| (F')      | 18    | 15,50                  |                        |                        | 1           |             |               |
| G         | 32    | 26,70                  | 27,06                  | 27,41                  | 7           | 59          | 94            |
| H         | 64    | 51,97                  | 54,73                  | 54,36                  | 3           | 18          | 23            |
| J         | 160   | 120,81                 | 130,38                 | 136,02                 | 4           | 18          | 11            |
| K         | 200   |                        |                        | 174,50                 |             |             | 1             |
| L         | 320   | 225,50                 |                        | 271,33                 | 1           | 1           | 4             |
| M         | 640   |                        |                        | 546,70                 |             |             | 1             |
| N         | 1600  |                        |                        | 1417,50                |             |             | 3             |
|           |       |                        |                        |                        |             |             |               |

De bevolking van de Indusbeschaving bereikte grote meetnauwkeurigheid op gebied van massa, lengte en tijd. De eerste aanzet tot een uniform gewichtenstelsel is gevonden in de Kot Diji-fase en verspreidde zich tijdens hoog-Harappa over het hele gebied. Hemmy maakte een indeling naar de ratio's van de kubusvormige gewichten. Bij de kleinere gewichten verliep deze binair (1:2:4:8:16:32:64) en daarna maakte deze grotere stappen (160, 200, 320, 640, 1600, 3200, 6400, 8000 en 12.800). Er is veel speculatie geweest over de basis van het gewichtenstelsel, waarbij tarwe (0,048 g), gerst (0,064 g) en mungboon of masha zijn genoemd. Ook het paternosterboontje of ratti dat als basis zou dienen voor het latere stelsel in de Vedische tijd is een veelgenoemde kandidaat. Met een gewicht variërend tussen 0,109 en 0,113 g zijn er 8 ratti nodig om tot een gewicht van categorie A te komen. Het grootste gewicht dat is gevonden, weegt 10.865 g. Er is vaak aangenomen dat de gewichten werden gebruikt voor dagelijkse handelsdoeleinden, maar gezien het geringe aantal lijkt het waarschijnlijker dat ze werden gebruikt voor belasting- of invoerheffingen. De gewichten die genoemd worden in Kautilya's Arthashastra uit de Vedische periode komen in gewicht weliswaar niet overeen, maar ook hier is de binaire ratio terug te vinden.

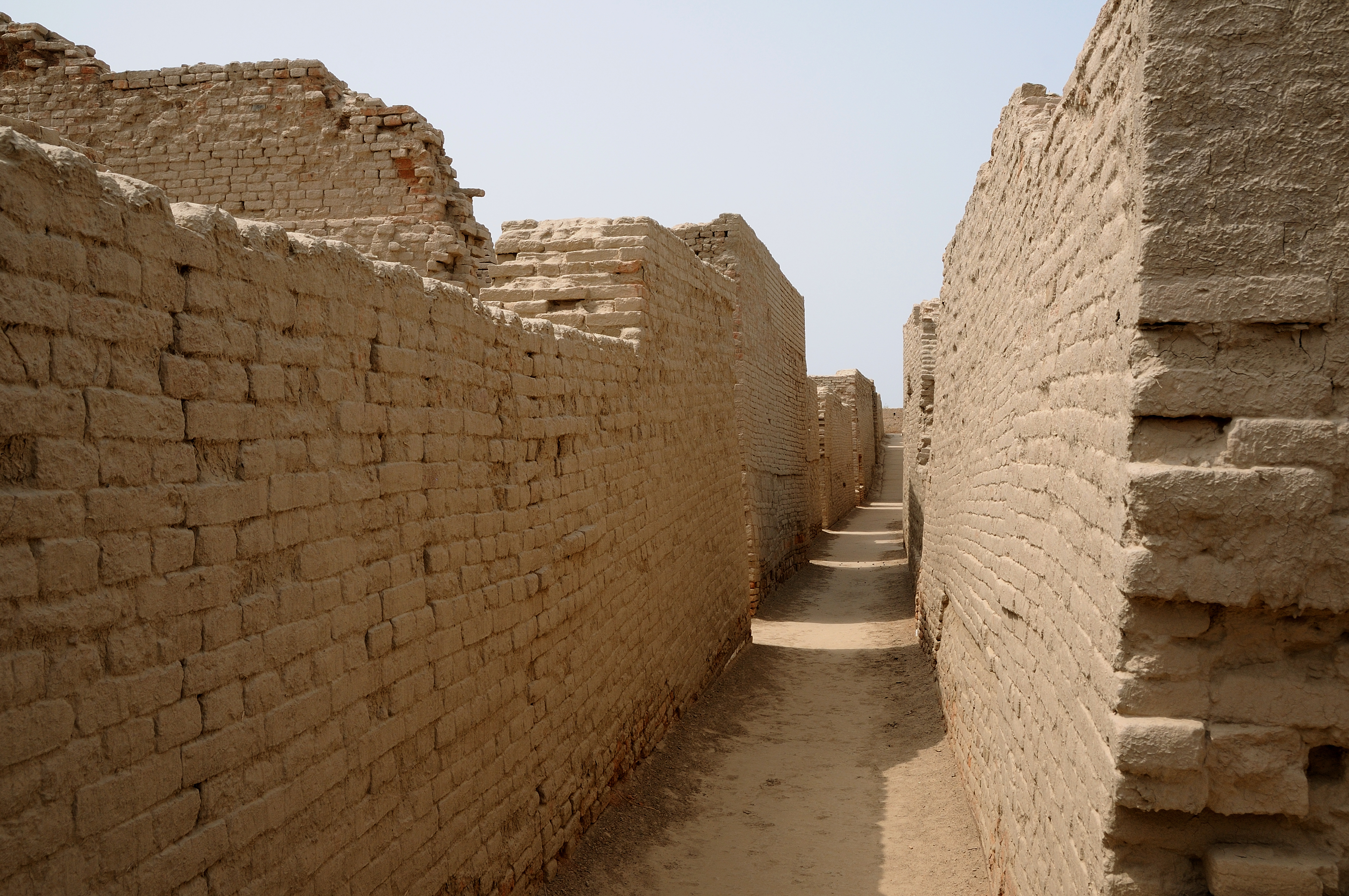
Stenen muren in Mohenjodaro

Ook lengtematen kenden standaardisatie. Dat is duidelijk bij de stedenbouw. Rond 7000 v.Chr. was het gebruik van leemsteen daarbij al wijdverbreid, al hadden deze handgemaakte stenen nog geen uniforme vormen. De weinige teruggevonden stenen uit deze vroege periode waren wigvormig en zijn 17,5 cm lang, 9 cm breed aan de brede zijde en 5,5 cm aan de smalle zijde en 4,5 cm dik. Daarmee lag de verhouding aan de brede zijde al wel op de 4:2:1 die in de latere fase de standaard werd. Stenen die teruggevonden zijn uit het einde van de Ravicultuur meten 40 x 23 x 11 cm en hebben grote overeenkomsten met stenen uit de latere Kot Diji-fase, al zijn die laatste uniformer, doordat ze met mallen werden gemaakt. De afmetingen van de stenen voor de vroege stadsmuren van Harappa waren 10 x 20 x 40 mm en deze werden soms ook gebruikt voor de fundaties van huizen, al komt daar ook 10 x 20 x 30 cm en 10 x 18 x 36 voor. Voor de scheidingsmuren werden stenen van 7 x 12 x 24 cm tot 7 x 14 x 28 cm gebruikt. Tijdens hoog-Harappa werden geleidelijk steeds meer bakstenen in plaats van leemstenen gebruikt, aanvankelijk van 7 x 14 x 28 cm. Deze werden ook wel gebruikt om de grotere stenen van de stadsmuren te bekleden. Richting het einde van deze periode werden ook kleinere stenen gebruikt van 5 x 12 x 24 cm. Voor putten werden ook wel wigvormige stenen gebruikt.

Er zijn enkele zeldzame vondsten van linialen gedaan. Op een ivoren schaal uit Lothal zijn over een lengte van 46 mm 27 maatstreepjes gevonden, waarmee de maatverdeling overeenkomt met 1,77 mm (door verkeerdelijk door 27 te delen, wordt wel 1,704 mm genoemd). Op een bronzen staaf uit Harappa was de afstand 9,34 mm en op een liniaal uit Mohenjo-daro was de afstand 33,5 mm.

### Schrift en taal

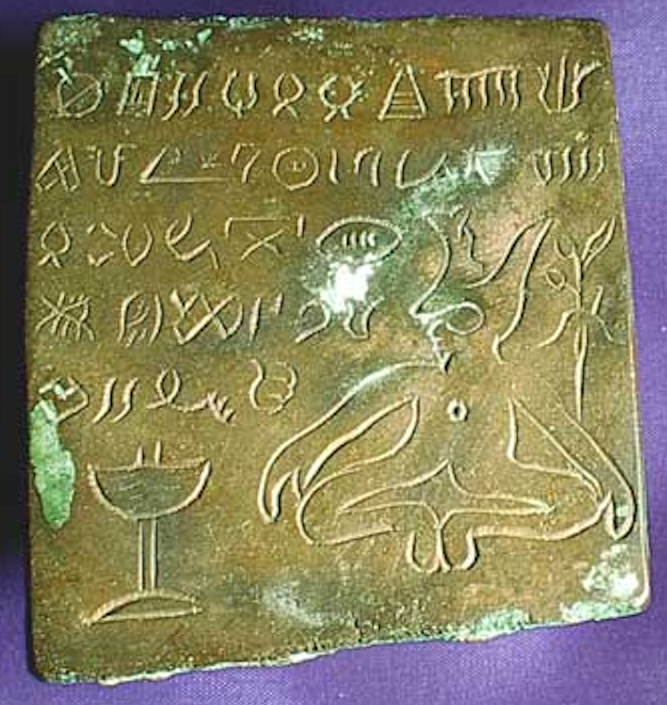
De langste teruggevonden tekst bestaat uit 34 tekens. Deze koperen plaat is mogelijk gebruikt om kopergravures te maken, waarmee het de oudst bekende druktechniek zou zijn

Het Indusschrift is nog niet ontcijferd, ondanks meer dan honderd pogingen daartoe. Een vroege poging was van Flinders Petrie op basis van overeenkomsten met Egyptische hiërogliefen. Walter Fairservis dacht in 1983 voldoende overeenkomsten met Dravidische talen te zien om het Indusschrift te kunnen lezen. In 1987 zag James Kinnier Wilson overeenkomsten met spijkerschrift uit Mesopotamië en kwam met een Indo-Sumerische ontcijfering. Vanuit het hindoenationalisme wordt wel beweerd dat het Indusschrift een vroege vorm van Sanskriet zou zijn, waarmee het controversiële standpunt ingenomen wordt dat de Indische identiteit terug te voeren is tot de Indusbeschaving. Problematisch is echter dat het niet bekend is welke taal of talen er gesproken werden ten tijde van de Indusbeschaving. Ook ontbreekt een twee- of drietalige tekst zoals de steen van Rosetta waarbij het schrift met een bekend schrift vergeleken kan worden.
In 1977 publiceerde Iravatham Mahadevan een beschrijving van zo'n 3700 zegels met 417 verschillende tekens. Shikaripura Ranganatha Rao stelde in 1982 het schrift ontcijferd te hebben op basis van slechts 62 tekens. Asko Parpola dacht in 1994 dat er zo'n 450 tekens waren. Met anderen heeft Parpola drie delen uitgebracht met enkele duizenden zegels en inscripties. Een vierde deel is aangekondigd, maar nog niet verschenen.
Bryan Kenneth Wells kwam in 2015 zelfs tot 676 tekens. Wells heeft met Andreas Fuls een database aangelegd met een groot deel van de tekens. Het grote aantal tekens maakt het onwaarschijnlijk dat het een alfabet of syllabisch schrift betreft. Waarschijnlijk is het een logosyllabisch schrift, een combinatie van een syllabisch en een logografisch schrift, en is de schrijfrichting van rechts naar links. Sommige teksten zijn echter van links naar rechts geschreven en enkele meerregelige teksten zijn afwisselend van richting geschreven, boustrofedon.

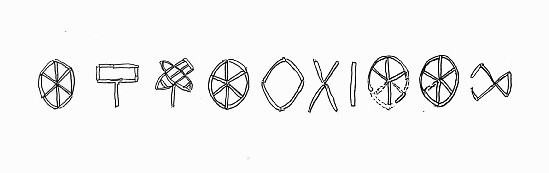
De tien schrifttekens van het tekstbord van Dholavira, ontdekt aan de noordpoort

De teruggevonden teksten zijn kort, maximaal 34 tekens en gemiddeld 5. Volgens een kleine groep onderzoekers zijn de tekens dan ook geen schrift dat een taal weergeeft, maar zijn het niet-linguïstische symbolen zoals ook gebruikt worden in onder meer de heraldiek. Hiervoor zou echter geen vaste volgorde en schrijfrichting nodig zijn, die wel is aangetroffen. Een studie op basis van conditionele entropie door Rajesh P.N. Rao heeft aangetoond dat de mate van flexibiliteit in de volgorde van tekens overeenkomt met die van andere talen. De meerderheid van de onderzoekers gaat er dan ook vanuit dat het wel een taal is, die evenwel gezien de kortheid net als het protospijkerschrift uit Sumer mogelijk een beperkte rol had, zoals het beschrijven van producten en heersers. Het 'tekstbord van Dholavira' – dat ooit aan een muur moet hebben gehangen, maar plat op de grond is gevallen – suggereert echter dat het schrift meer dan alleen een economische functie had. Daarnaast kunnen langere teksten op vergankelijk materiaal verloren zijn gegaan.
De huidige aanwijzingen lijken de balans voor de taal van de Indusbeschaving door te laten slaan naar een proto-Dravidische taal en niet het Sanskriet.

Complete lijst Indusschrift.

### Religie en begrafenisrituelen

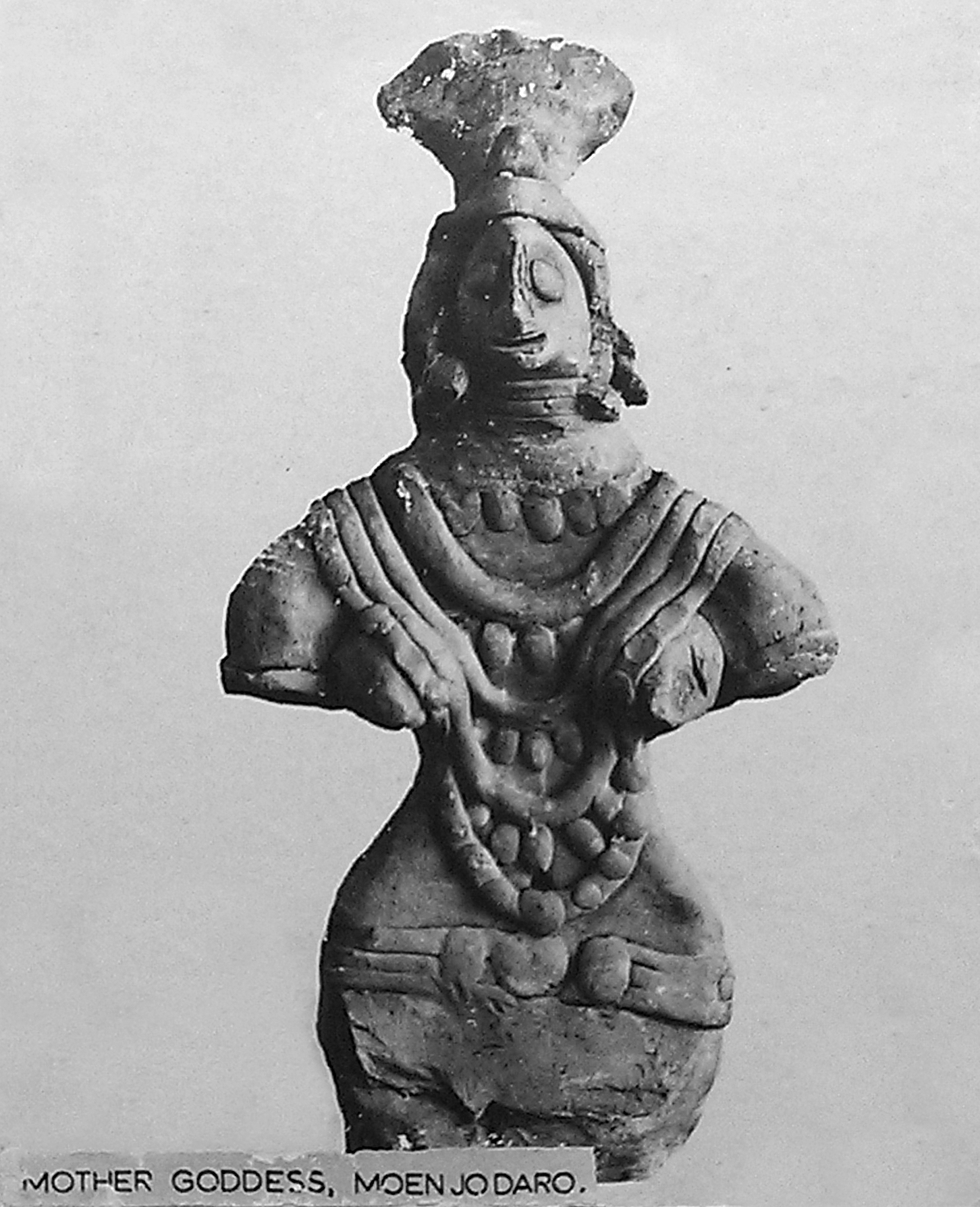
Vrouwelijke figurine met waaiervormige hoofdtooi

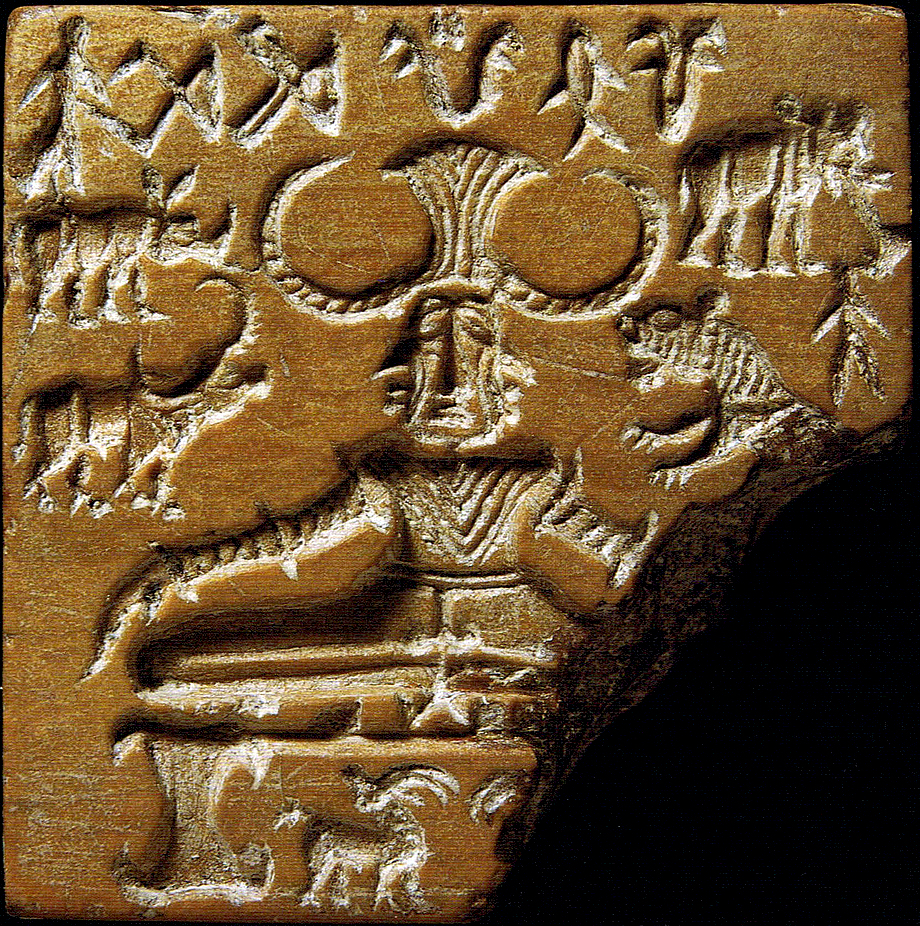
Het Pashupati-zegel

De eerste inzichten over de Harappaanse religie werden in 1931 uiteengezet door Marshall. In het Nabije Oosten werd uit teksten duidelijk dat vergelijkbare beeldjes vruchtbaarheidssymbolen waren en soms ook godinnen. Marshall herkende in 1931 dan ook een moedergodinnencultus, terwijl Mackay er in hetzelfde werk ook speelgoed in zag en in 1938 mogelijk votiefbeeldjes. Ook de dierenbeeldjes werden zowel als mogelijk speelgoed en votiefbeeldjes gezien.
Terughoudendheid bij de interpretatie is geboden, vooral omdat het schrift nog niet ontcijferd is. Ook verschilt het per stad wat er is teruggevonden. Zo zijn er in Kalibangan geen antropomorfe beeldjes gevonden en in Lothal slechts enkele. Alexandra Ardeleanu-Jansen onderzocht in Mohenjodaro de hoeveelheid en soort beeldjes en waar deze gevonden werden. Zo'n 80% van de antropomorfe beeldjes daar is vrouwelijk, maar met een grote variatie, zodat het moeilijk is een classificatie te maken. Er zijn echter wel een aantal overeenkomsten te vinden bij groepen beeldjes. Zo zijn alle mannelijke beeldjes naakt. De nodige slanke vrouwenbeeldjes hebben waaiervormige hoofdtooien, terwijl een andere groep bestaat uit vrijwel naakte volle, waarschijnlijk zwangere vrouwen. Hoewel dit mogelijk een uitbeelding is van vruchtbaarheid, wees Ardeleanu-Jansen de interpretatie als moedergodin af. Zo werd geen enkele figurine gevonden in een publieke ruimte als een tempel. Ook werden de vrouwelijke figurines meestal niet geïsoleerd gevonden, maar in combinatie met mannelijke en dierenbeeldjes. Tekenend is ook dat er geen tempels zijn gevonden. Rituelen lijken zich dan ook in huiselijke kring te hebben afgespeeld.
Een zegel met daarop een mannelijke figuur met een hoofdtooi met buffelhoorns werd door Marshall gezien als aanwijzing dat er ook een mannelijk god aanbeden werd. Deze door dieren omringde man werd Marshall gezien als Pashupati, heer van de dieren en een van de manifestaties van Shiva uit de latere hindoemythologie. Marshall meende ook een yogahouding te zien, wat ook aansluit bij Shiva als Mahayogi. Daarmee kreeg het zegel de naam Pashupati-zegel. In hoeverre er werkelijk sprake is van een yogahouding en een gelijkenis met Shiva is echter betwist en er zijn dan ook vele verschillende interpretaties.:141-143 Een deel daarvan gaat er net als Marshal vanuit dat het een dravidische pre-arische god betreft, een ander deel ziet er een vedische god in, wat aansluit bij het hindoenationalisme, dat een culturele continuïteit verondersteld waarbij er sprake zou zijn geweest van inheemse Ariërs, de out-of-India-theorie.

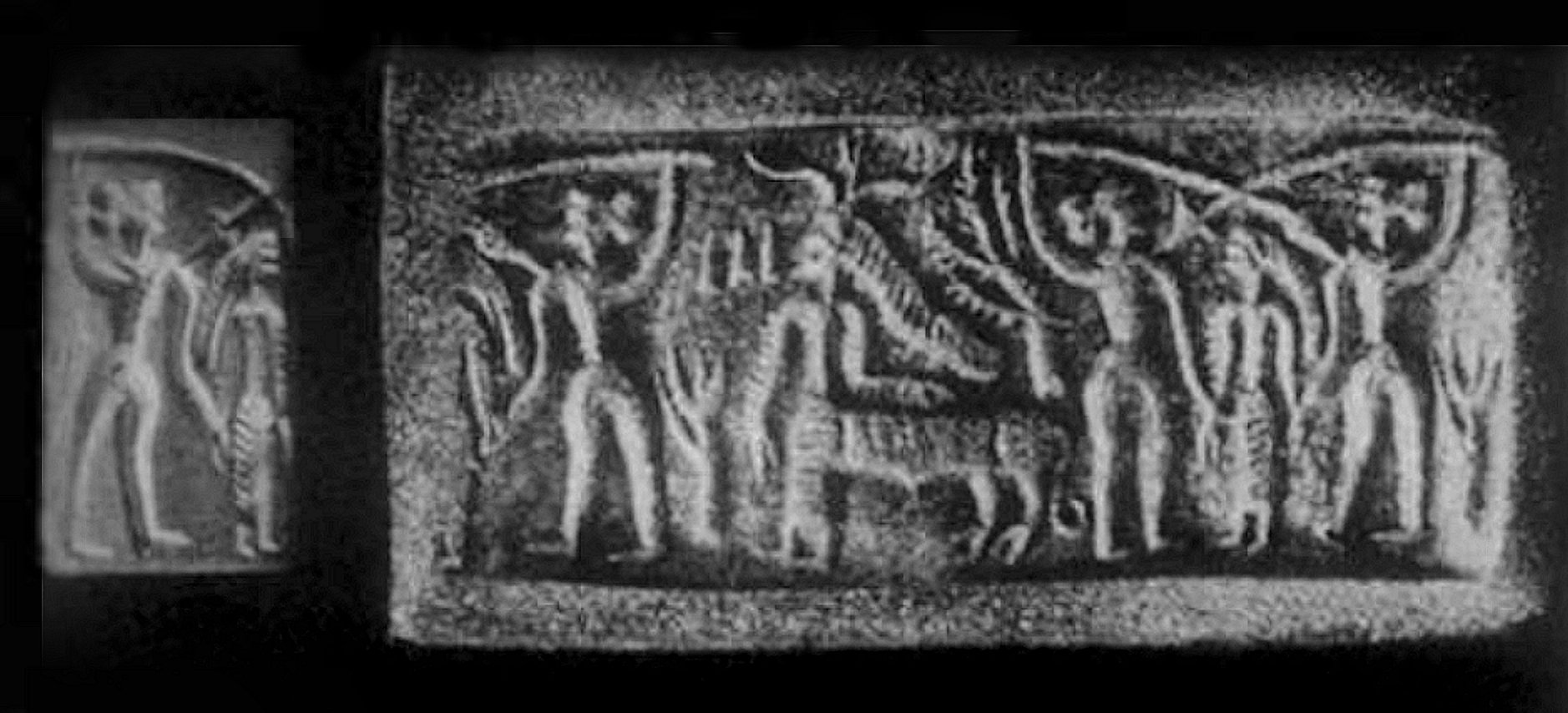
Rolzegel K-65 uit Kalibangan

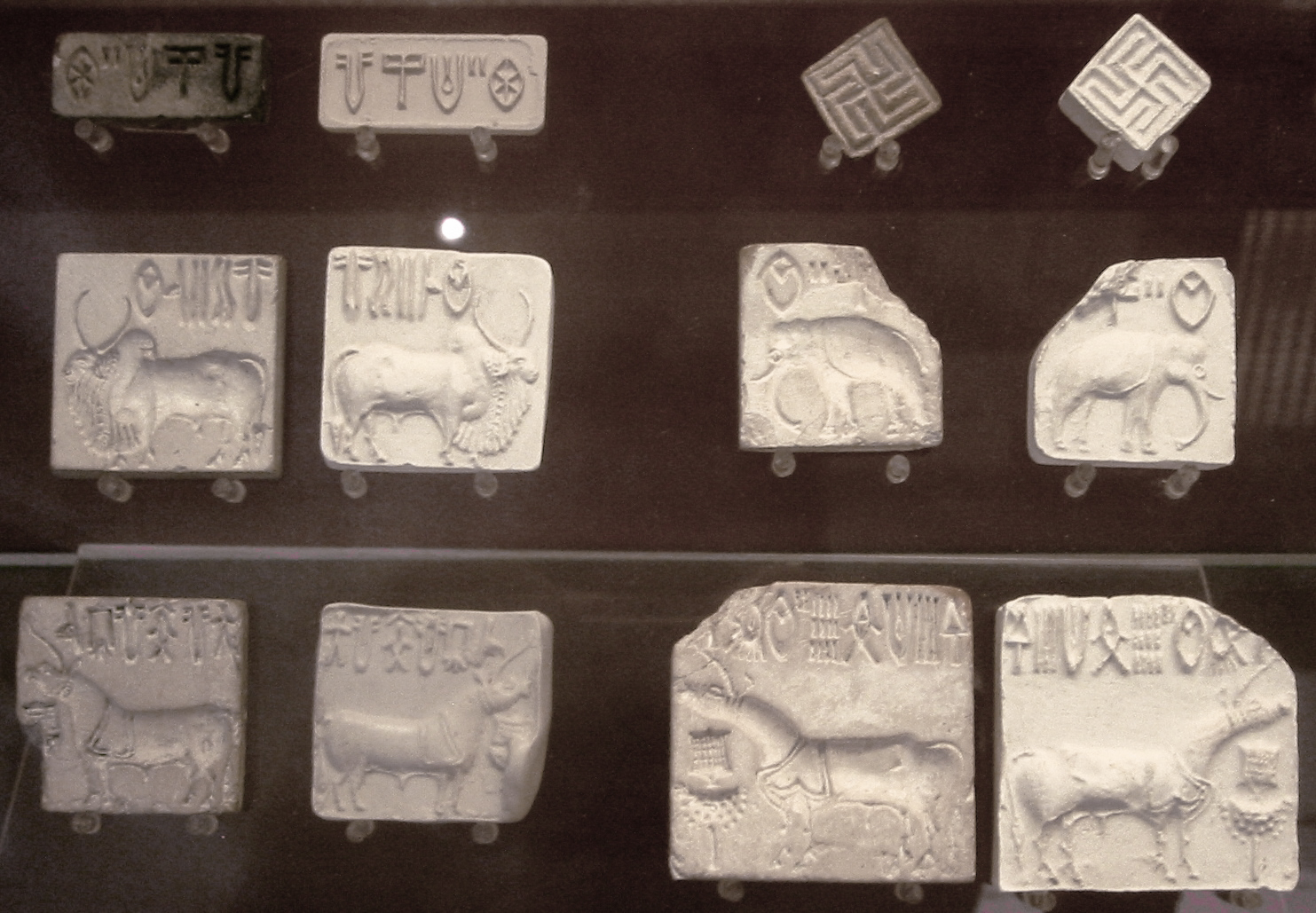
Verschillende zegels van dieren en tekens

De moeilijkheid van verschillende interpretaties is ook te zien bij rolzegel K-65 uit Kalibangan. In een discussie over het Pashupati-zegel, waarbij de daarop afgebeelde persoon als Lady of Beasts werd gezien, zag Shubhangana Atre op het rolzegel uit Kalibangan een mogelijk mensenoffer, meer specifiek een maagdenoffer. De persoon in het midden zou een maagd zijn die geflankeerd wordt door twee mannen met wapens waarmee zij geofferd zou worden. Daarmee zag Atre een parallel met de latere cultus rond de maagdelijke Griekse en Romeinse godin Diana. Pramod V. Pathak bracht daar tegenin dat de speren ongeschikt zijn als offerwapen, terwijl het ook zeer onwaarschijnlijk zou zijn dat de cultus van Diana eeuwenlang onopgemerkt bleef, om daarna vele duizenden kilometers verderop op te duiken. Volgens Parpola zijn het twee krijgers die dreigen elkaar te spietsen, terwijl ze beiden aan de hand worden vastgehouden door een godin. Naast de gevechtsscène gaat het lichaam van de godin op in dat van een tijger.
Een aantal stenen werd geïnterpreteerd als yonis en lingas, vertegenwoordigingen van respectievelijk vrouwelijke en mannelijke geslachtsdelen. Ook die interpretatie is echter betwist.
De vele afbeeldingen van dieren, waaronder mogelijk eenhoorns, hangen mogelijk ook samen met een cultus. Ook de swastika is teruggevonden op afbeeldingen en kan hierbij een rol hebben gespeeld.

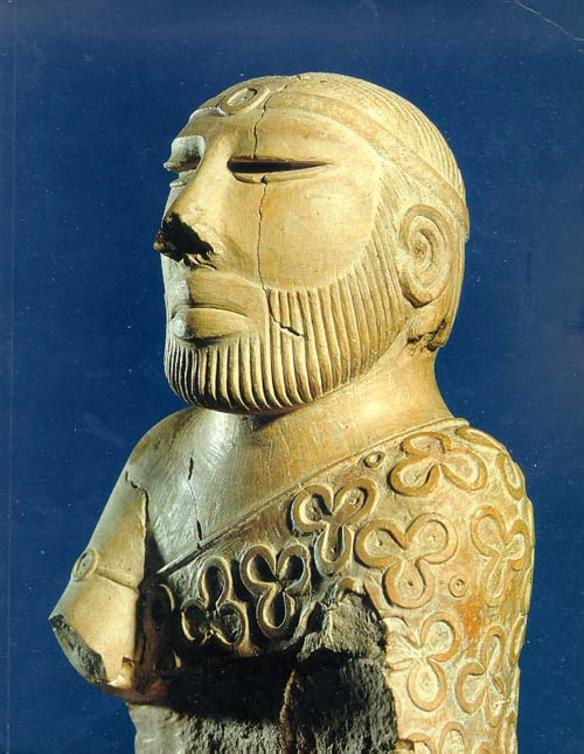
De vermeende priesterkoning uit Mohenjodaro

De uitgebreide waterwerken, waaronder het grote bad in Mohenjodaro, leidden Michael Jansen ertoe om te spreken van wasserluxus. Dat het water naast een fysieke rol bij de reinheid ook een religieuze rol kan hebben gespeeld, werd al geopperd door Mackay. Ook anderen hebben sindsdien een mogelijk religieus aspect gezien in de waterhuishouding, waaronder Possehl die daarbij ook het concept wasserluxus gebruikte.
Niet alleen water, maar mogelijk ook vuur heeft eenritueel aspect gehad. Vuuraltaren zijn in Kalibangan, Banawali, Lothal, Amri, Nageshwar, Vagad en Rakhigarhi aangetroffen, maar alleen in Kalibangan en Banawali lijken ze een gemeenschappelijke functie te hebben gehad in vuurrituelen met vuuroffers. In de andere steden lijken ze te zijn gebruikt voor huiselijke rituelen.
In onder meer Harappa, Kalibangan, Lothal, Rakhigarhi en Surkotada zijn begraafplaatsen gevonden. Veelal werd het lichaam in rugligging met het hoofd richting het noorden geplaatst en werd er wat voedsel en aardewerk meegegeven. Vooral begraafplaats R37 in Harappa heeft veel informatie opgeleverd, onder meer over het gebruik van doodskisten. De overblijfselen zijn van gezonde, goed gevoede mensen, waarschijnlijk van de bovenklasse.:206-211 Anders dan in beschavingen in Egypte en Mesopotamië zijn er geen imposante grafmonumenten gevonden.
De moeilijkheid van interpretaties blijkt ook bij de vermeende priesterkoning uit Mohenjodaro. Dit beeldje werd in 1925-26 door Kashinath Narayan Dikshit opgegraven. Mackay was de eerste die er een mogelijke priester in zag. Marshall had het over een mogelijke koning-priester, maar met Wheeler werd het beeldje bekend als mogelijke priesterkoning. Wheeler maakte daarbij de vergelijking met de priesterkoningen van Sumerië. Enige onderbouwing hiervoor ontbrak echter, terwijl er ook nauwelijks aanwijzingen zijn voor de bijbehorende hiërarchische samenleving.:114-115 Sindsdien wordt dan ook steeds minder waarschijnlijk geacht dat het een priesterkoning betrof.:481-483

## Voetnoten
1. 1 2  Angot (2001), p. 35
2. ↑  Masson, C. (1842): Narrative of Various Journeys in Balochistan, Afghanistan and The Panjab
3. ↑  Fleet, J.F. (1912): 'Seals from Harappa' in Journal of the Royal Asiatic Society, Volume 44, Issue 3, p. 699-701
4. 1 2 3 4 5 6 7 8 9 10 11 12  Possehl (2002)
5. ↑  Rao, S.R. (1982): 'New Light on the Post-Urban (Late Harappan) Phase of the Indus Civilization in India' in Possehl, G.L. Harappan Civilization. A Contemporary Perspective, Oxford University Press
6. ↑  Kostman, C.J.D. (1992): 'The Indus Valley Civilization: In Search of Those Elusive Centers and Peripheries' in Journal of the Association of Graduates in Near Eastern Studies, Volume 3, No. 1. Gearchiveerd op 16 juni 2021.
7. 1 2 3 4 5  Singh (2008)
8. ↑  Kenoyer (1998), p. 24
9. ↑  Ghosh (1965): 'The Indus civilization: its origins, authors, extent, and chronology' in Misra, V.N.; Mate, M.S. Indian Prehistory
10. ↑  Mughal, M.R. (1970): The Early Harappan Period in the Greater Indus Valley and Northern Baluchistan, circa 3000 – 2400 BC, University of Pennsylvania
11. ↑  Shaffer (1992)
12. ↑  Manuel, M.J. (2008): Hidden agendas : testing models of the social and political organisation of the Indus Valley tradition, Doctoral thesis, Durham University. Gearchiveerd op 6 juli 2022.
13. ↑  Singh, G. (1971): 'The Indus Valley Civilisation' in Archaeology and Physical Anthropology in Oceania, Volume 6, Issue 2
14. ↑  Enzel, Y.; Ely, L.L.; Mishra, S.; Ramesh, R.; Amit, R.; Lazar, B.; Rajaguru, S.N.; Baker, V.R.; Sandler, A. (1999): 'High-Resolution Holocene Environmental Changes in the Thar Desert, Northwestern India' in Science, Volume 284, No. 5411, p. 125-128
15. ↑  Giosana, L.; Clift, P.D.; Macklin, M.G.; Fuller, D.Q.; Constantinescu, S.; Durcan, J.A.; Stevens, T.; Duller, G.A.T.; Tabrez, A.R.; Gangal, K.; Adhikari, R.; Alizai, A.; Filip, F.; VanLaningham, S.; Syvitski, J.P.M. (2012): 'Fluvial landscapes of the Harappan civilization' in Proceedings of the American Philosophical Society, Volume 109, No. 26, E1688–E1694
16. ↑  Giosana, L.; Orsi, W.D.; Coolen, M.; Wuchter, C.; Dunlea, A.G.; Thirumalai, K.; Munoz S.E.; Clift, P.D.; Donnelly, J.P.; Galy, V.; Fuller, D.Q. (2018): 'Neoglacial climate anomalies and the Harappan metamorphosis' in Climate of the Past, Volume 14, Issue 11, p. 1669–1686. Gearchiveerd op 7 december 2022.
17. ↑  Fuller, D.Q. (2011): 'Finding Plant Domestication in the Indian Subcontinent' in Current Anthropology, Volume 52, No. S4, p. S347-S362
18. ↑  Fuller, D.Q. (2016): 'Non-human genetics, agricultural origins and historical linguistics in South Asia' in Petraglia, M.D.; Allchin, B. The Evolution and History of Human Populations in South Asia. Inter-disciplinary Studies in Archaeology, Biological Anthropology, Linguistics and Genetics, Springer
19. ↑  Murphy, C.; Fuller, D.Q. (2016): 'Plant Domestication in India' in Selin, H. (ed.) Encyclopaedia of the History of Science, Technology, and Medicine in Non-Western Cultures, Springer
20. ↑  Coppa, A.; Bondioli, L.; Cucina, A.; Frayer, D.W.; Jarrige, C.; Jarrige, J.F.; Quivron, G.; Rossi, M.; Vidale, M.; Macchiarelli, R. (2006): 'Early Neolithic tradition of dentistry' in Nature, Volume 440, p. 755–756. Gearchiveerd op 9 mei 2023.
21. 1 2  Allchin, B.; Allchin, F.R. (1997): Origins of a Civilization. The Prehistory and Early Archaeology of South Asia Viking
22. 1 2 3 4  Possehl, G. (1998): 'Sociocultural complexity without the State. The Indus Civilization' in Feinman, G.M.; Marcus, J. Archaic States, School of American Research Press
23. ↑  Müller, F.M. (1859): A History of Ancient Sanskrit Literature So Far as it Illustrates the Primitive Religion of the Brahmans, Williams and Norgate
24. ↑  Chanda, R.P. (1926): The Indus Valley in the Vedic Period, Central Publication Branch
25. 1 2  Marshall, J.H. (1931): Mohenjo-daro and the Indus Civilization, Arthur Probsthain
26. ↑  Wheeler, R.E.M. (1947): 'Harappa 1946: The defences and cemetery R37' in Ancient India, No. 3, p. 58-130. Gearchiveerd op 17 oktober 2022.
27. 1 2  Wheeler, R.E.M. (1953): The Indus Civilization, Cambridge University Press
28. ↑  Kane, P.V. (1955): 'The Supposed Carnage of the City People by the Aryans' in Proceedings of the Indian History Congress, Volume 16, Indian History Congress, p. 12-17 in Lahiri (2000)
29. ↑  Lahiri, N. (ed.) (2000): The Decline and Fall of the Indus Civilisation, Permanent Black
30. ↑  Dales, G.F. (1964): 'The mythical massacre at Mohenjo Daro' in Expedition, Volume 6, Issue 3, p. 36–43. Gearchiveerd op 2 februari 2023.
31. ↑  Kennedy, K.A.R. (1982): 'Skulls, Aryans and flowing drains: the interface of archaeology and skeletal biology in the study of the Harappan civilization' in Possehl, G.L. Harappan Civilization. A Contemporary Perspective, Oxford University Press
32. ↑  Classifications based on language and culture do not need to coincide with a biological classification Boas, F. (1938): The Mind of Primitive Man, Macmillan, p. 151
33. ↑  The incursions of ‘foreign’ people within the periods of time associated with the Harappan decline cannot be documented by the skeletal record [...] The physical anthropological data refutes the hypothesis of ‘Aryan invasion’ Walimbe, S.R. (2014): 'Human skeletal biology' in Chakrabarti, D.K.; Lal, M. (ed.) History of Ancient India, Volume 2, Protohistoric foundations, Aryan Books International
34. ↑  Danino, M. (2016): 'Aryans and the Indus Civilization: Archaeological, Skeletal, and Molecular Evidence' in Schug, G.R.; Walimbe, S.R. (eds.): A Companion to South Asia in the Past, Wiley Blackwell, p.205-224. Gearchiveerd op 30 maart 2023.
35. ↑  Herrera, R.J.; Garcia-Bertrand, R. (2018): Ancestral DNA, Human Origins, and Migrations, Academic Press, p. 207-255
36. ↑  Silva, M.S. da; Oliveira, M.; Vieira, D.; Brandão, A.; Rito, T.; Pereira, J.B.; Fraser, R.; Hudson, B.; Gandini, F.; Edwards, C.; Pala, M.; Koch, J.; Wilson, J.F.; Pereira, L.; Richards, M.B.; Soares, P. (2017): 'A genetic chronology for the Indian Subcontinent points to heavily sex-biased dispersals' in BMC Evolutionary Biology, Volume 17. Gearchiveerd op 1 november 2020.
37. ↑  Raikes, R.L. (1964): 'The End of the Ancient Cities of the Indus' in American Anthropologist, Volume 66, No. 2, p. 284-299
38. ↑  Dales, G.F. (1965): 'Civilization and Floods in the Indus Valley' in Expedition, Volume 7, Issue 4, p. 10-19. Gearchiveerd op 1 juli 2021.
39. ↑  Lambrick, H.T. (1967): 'The Indus Flood Plain and the 'Indus' Civilisation' in Geographical Journal, Volume 133, p. 483–494
40. ↑  In rough terms, Mohenjo-daro was wearing out its landscape, whether by excessive zeal or by excessive indolence. Wheeler, R.E.M. (1959): Early India and Pakistan. To Ashoka, Praeger
41. ↑  Wheeler, R.E.M. (1964): 'Expedition: Bulletin of the University Museum of the University of Pennsylvania. Vol. 2, no. 3, Spring 1964' in Antiquity, Volume 38, Issue 152, p. 307-309
42. ↑  Raikes, R.L.; Dyson, R.H. (1961): 'The Prehistoric Climate of Baluchistan and the Indus Valley' in American Anthropologist, Volume 63, No. 2, Part 1, p. 265-281. Gearchiveerd op 24 juli 2022.
43. ↑  Fairservis, W.A. (1967): 'The Origin, Character, and Decline of an Early Civilization' in American Museum novitates, Issue 2302
44. ↑  Possehl, G.L. (1967): 'The Mohenjo‐daro Floods: A Reply' in American Anthropologist, Volume 69, Issue 1, p. 32-40. Gearchiveerd op 5 mei 2021.
45. ↑  Fairservis, W.A. (1971): The Roots of Ancient India. The Archaeology of Early Indian Civilization, Macmillan
46. 1 2  Bates, J.; Petrie, C.A.; Singh, R.N. (2017): 'Approaching rice domestication in South Asia: New evidence from Indus settlements in northern India' in Journal of Archaeological Science, Volume 78, p. 193-201
47. 1 2 3  Coningham; Young (2015)
48. ↑  Clift, P.D.; Carter, A.; Giosan, L.; Durcan, J.; Duller, G.A.T.; Macklin, M.G.; Alizai, A.; Tabrez, A.R.; Danish, M.; VanLaningham, S.; Fuller, D.Q. (2012): 'U-Pb zircon dating evidence for a Pleistocene Sarasvati River and capture of the Yamuna River' in Geology, Volume 40, No. 3, p. 211–214. Gearchiveerd op 4 april 2023.
49. ↑  Rao, S.R. (2001): Marine Archaeology in India, Publications Division, p. 123
50. ↑  Skalník, P. (1978): 'The Early State as a Process' in Claessen, H.J.M.; Skalník, P. The Early State, Walter de Gruyter
51. ↑  Kenoyer, J.M. (1994): 'The Harappan State: Was it or wasn't it?' in Kenoyer, J.M. From Sumer to Meluhha: Contributions to the Archaeology of South and West Asia in Memory of George F. Dales, Jr., Wisconsin Archaeological Reports. Gearchiveerd op 25 april 2022.
52. ↑  Schug, G.R.; Gray, K.; Mushrif-Tripathy, V.; Sankhyan, A.R. (2012): 'A peaceful realm? Trauma and social differentiation at Harappa' in International Journal of Paleopathology, Volume 2, Issues 2–3, p. 136-147. Gearchiveerd op 5 mei 2021.
53. ↑  Green, A.S. 'Killing the Priest-King: Addressing Egalitarianism in the Indus Civilization' in Journal of Archaeological Research 29 (2021) 153–202. DOI:10.1007/s10814-020-09147-9
54. ↑  The first point to make is that, at its height—say, around 4,000 years ago— the Indus valley civilization probably had the largest population of the ancient world. This conclusion derives chiefly from the huge size of the territory that it covered, and the fact that it contained several areas that were relatively densely populated. [...]
At the height of the Indus valley civilization the subcontinent may have contained 4-6 million people. Dyson, T. (2018): A Population History of India. From the First Modern People to the Present Day, Oxford University Press, p. 8 en p. 2
55. ↑  Kenoyer (1998), p. 65
56. ↑  Cork, E. (2006): 'Rethinking the Indus myths. A comparative re-evaluation of the Indus Civilisation as an alternative paradigm in the organisation and structure of early complex societies', Durham University. Gearchiveerd op 7 april 2022.
57. ↑  Bökönyi, S. (1997): 'Horse Remains From the Prehistoric Site of Surkotada, Kutch, Late 3rd Millennium B.C.', Meadow, R.H.; Patel (1997): 'A Comment on "Horse Remains from Surkotada" by Sandor Bokonyi', samen verschenen in 'Harappan Horses?' in South Asian Studies, Volume 13, p. 297-318
58. ↑  Kenoyer, J.M.; Vidale, M. (1992): 'A new look at stone drills of the Indus Valley Tradition' in Vandiver, P.B.; Druzik, J.R.; Freestone, I.C.; Wheeler, G.S. Materials Issues in Art and Archaeology III, Volume 267, Materials Research Society, p. 495-518. Gearchiveerd op 6 oktober 2021.
59. ↑  Gaur, A.S.; Sundaresh, S.; Patankar, V. (2006): 'Ancient shell industry at Bet Dwarka Island' in Current Science, Volume 89, Issue 6. Gearchiveerd op 5 mei 2021.
60. ↑  Ratnagar, S.F. (1981): Encounters. The Westerly Trade of the Harappan Civilization, Oxford University Press
61. ↑  Chakrabarti, D.K. (1990): External Trade of the Indus Civilization, Munshiram Manoharlal Publishers
62. ↑  Shaffer, J.G. (1982): 'Harappan commerce: An alternative perspective' in Pastner, S.; Flam, L. (eds.) Anthropology in Pakistan. Recent Socio-Cultural and Archaeological Perspectives, Cornell University
63. 1 2 3  Kenoyer, J.M. (2010): 'Measuring the Harappan world: Insights into the Indus order and cosmology' in Morley, I.; Renfrew, C. The Archaeology of Measurement. Comprehending Heaven, Earth and Time in Ancient Societies, Cambridge University Press. Gearchiveerd op 7 augustus 2022.
64. ↑  Shinde, V.; Willis, R.J. (2014): 'A New Type of Inscribed Copper Plate from Indus Valley (Harappan) Civilisation' in Ancient Asia, Volume 5, Art. 1. Gearchiveerd op 23 maart 2023.
65. ↑  Mahadevan, I. (1977): The Indus Script. Texts, Concordance and Tables, Archaeological Survey of India
66. ↑  Rao, S.R. (1982): The Decipherment of the Indus Script, Asia Publishing
67. 1 2  Parpola, A. (1994)
68. ↑  Parpola, A.; Joshi, J.P. (1987): Corpus of Indus Seals and Inscriptions. Collections in India, Volume 1, Suomalainen Tiedeakatemia
69. ↑  Parpola, A.; Shah, S.G.M. (1991): Corpus of Indus Seals and Inscriptions. Collections in Pakistan, Volume 2, Suomalainen Tiedeakatemia
70. ↑  Parpola, A.; Pande, B.M.; Koskikallio, P. (2010): Corpus of Indus Seals and Inscriptions. Supplement to Mohenjo-daro and Harappa, Volume 3.1, Suomalainen Tiedeakatemia
71. ↑  Wells, B.K. (2015): The Archaeology and Epigraphy of Indus Writing, Archaeopress
72. ↑  http://www.archaeoastronomie.de/
73. ↑  Farmer; Sproat; Witzel (2004)
74. ↑  Rao, R.P.N.; Yadav, N.; Vahia, M.N.; Joglekar, H.; Adhikari, R.; Mahadevan, I. (2009): 'Entropic Evidence for Linguistic Structure in the Indus Script' in Science, Volume 324, Issue 5931, p. 1165. Gearchiveerd op 27 april 2022.
75. ↑  Robinson, W.A.C. (2015): 'Cracking the Indus script' in Nature, Volume 526, p. 499-501. Gearchiveerd op 25 mei 2023.
76. ↑  Mackay, E.J.H. (1931): 'Figurines and Model Animals' in Marshall, J.H. Mohenjo-daro and the Indus Civilization, Arthur Probsthain
77. ↑  Mackay, E.J.H. (1938): Further Excavations At Mohenjo-daro, Manager of Publications
78. ↑  Terracotta female figurines found from neolithic levels onwards at certain sites (e.g., in the north-western zone) have often been given the label of 'Mother Goddesses'. It is very likely that farming communities connected women with fertility because of the fact that women give birth. It is also possible that they worshipped images of goddesses associated with fertility. However, the interpretation of female figurines is very subjective. Were these figurines goddesses, or were they toys, decorative items, or clay portraits of ordinary women? Similarly, were the humped bull figurines found at sites such as Rana Ghundai, Mehrgarh, Mundigak, Bala Kot, Gilund, Balathal, and Chirand cult objects? Unless their form or context suggest religious or cultic significance, it is necessary to be cautious while making inferences about the role and function of terracotta figurines. Singh (2008) p. 130
79. ↑  From the results gathered so far, it is apparent that we have to base our interpretation on a combination of two main factors, namely, the iconographical diversity of the female figurines themselves and the range of other human and animal terracotta figurines associated with them. Taken together, these factors indicate an ideological sophistication which goes far beyond the familiar fertility and maternity complex. Ardeleanu-Jansen, A. (2002): 'The Terracotta Figurines from Mohenjo Daro: Considerations on Tradition, Craft, and Ideology in the Harappan Civilization (c. 2400—1800 BC)' in Settar, S.; Korisettar, R. Indian Archaeology in Retrospect, Volume 2, Protohistory: Archaeology of the Harappan Civilization, Manohar Publishers
80. ↑  Atre, S. (1985-86): 'Lady of Beasts - The Harappan Goddess' in Puratattva, No. 16, p. 7-10
81. ↑  Pathak, P.V. (1991): 'The Lady of the Beasts or The Lord of the Beasts. A Reappraisal' in Puratattva, No. 21, p. 57-64
82. ↑  With the single exception of the unidentified photography of a realistic phallic object in Marshall's report (pl. XIII, 3), there is no archaeological evidence to support claims of special sexually-oriented aspects of Harappan religion. Dales, G.F. (1974): 'Excavations at Balakot, Pakistan, 1973' in Journal of Field Archaeology, Volume 1, No. 1/2, p. 3-22
83. ↑  Jansen, M. (1993): Mohenjo-Daro. Stadt der Brunnen und Kanäle. Wasserluxus vor 4500 Jahren, Bergisch Gladbach
84. ↑  The careful edging of the baths, together with their exceptionally good workmanship and the substantial nature of their paving, suggests that ablutions were an important factor in the religious life of the people of Mohenjo-daro. If this be granted, it is even possible that the water which was used in these rites had some religious significance and that, therefore, all due care was taken that it should not escape elsewhere than to mother earth. Mackay, E.J.H. (1931): 'Architecture and masonry' in Marshall, J.H. Mohenjo-daro and the Indus Civilization, Arthur Probsthain
85. ↑  Green, A.S. (2020): 'Killing the Priest-King: Addressing Egalitarianism in the Indus Civilization' in Journal of Archaeological Research, Volume. Gearchiveerd op 21 mei 2023.